# Peonías
La peonías (  /ˈpiːəni/ )   son plantas con flores del género Paeonia, el único género de la familia Paeoniaceae. Las peonías son nativas de Asia, Europa y el oeste de América del Norte. Los especialistas difieren en el número de especies que se pueden distinguir, que oscila entre 25 y 40, aunque el consenso actual describe 33 especies conocidas. Es necesario aclarar las relaciones entre las especies.
Plantas herbáceas perennes, de 0.25-1 m (1-3 pies) de altura, a veces arbustos leñosos, de 0.25-3.5 m (1-11 pies) de altura. Hojas compuestas, profundamente lobuladas, flores grandes, a menudo fragantes, en colores que van desde el púrpura y el rosa hasta el rojo, el blanco o el amarillo, aparecen a fines de la primavera y principios del verano. La temporada de floración es corta, y normalmente dura entre 7 y 10 días.
Las peonías son plantas de jardín populares en las regiones templadas, y se venden como flores cortadas a gran escala, aunque generalmente sólo están disponibles a fines de la primavera y principios del verano.

## Descripción

### Morfología
Plantas herbáceas perennes o arbustos de hoja caduca, con raíces gruesas de almacenamiento y raíces delgadas para recolectar agua y minerales. Algunas especies son cespitosas, porque la corona produce yemas adventicias, mientras que otras tienen estolones. Hojas compuestas bastante grandes, sin glándulas ni estípulas y con estomas anomocíticos. Flores grandes bisexuales, en su mayoría simples en el extremo del tallo. En P. emodi, P. lactiflora, P. veitchii y muchos cultivares se desarrollan pocas flores adicionales en las axilas de las hojas. Las flores se cierran por la noche o cuando el cielo está nublado. Cada flor está sostenida por una serie de brácteas, que pueden formar una especie de involucro, de 3 a 7 sépalos libres, duros; pétalos libres de 5 a 8, pero ocasionalmente hasta 13. El número de estas partes puede variar.  estambres libres, (50–160) con anteras fijadas en su base a los filamentos, de forma sagitada, abiertos con hendiduras longitudinales en el lado exterior y granos de polen libres que tienen tres hendiduras o poros y constan de dos células. Dentro del círculo de estambres hay un disco lobulado más o menos prominente, del que se presume que no excreta néctar. Dentro del disco hay un número variable (1-15) de carpelos separados, que tienen un estilo muy corto y un estigma decurrente. Cada uno de éstos se desarrolla hasta convertirse en un fruto seco (llamado folículo ), que se abre a lo largo de una sutura longitudinal y que contiene una o varias semillas carnosas grandes. El crecimiento anual está predeterminado y si se elimina la punta de crecimiento de un brote, no se desarrollarán nuevos brotes esa temporada.

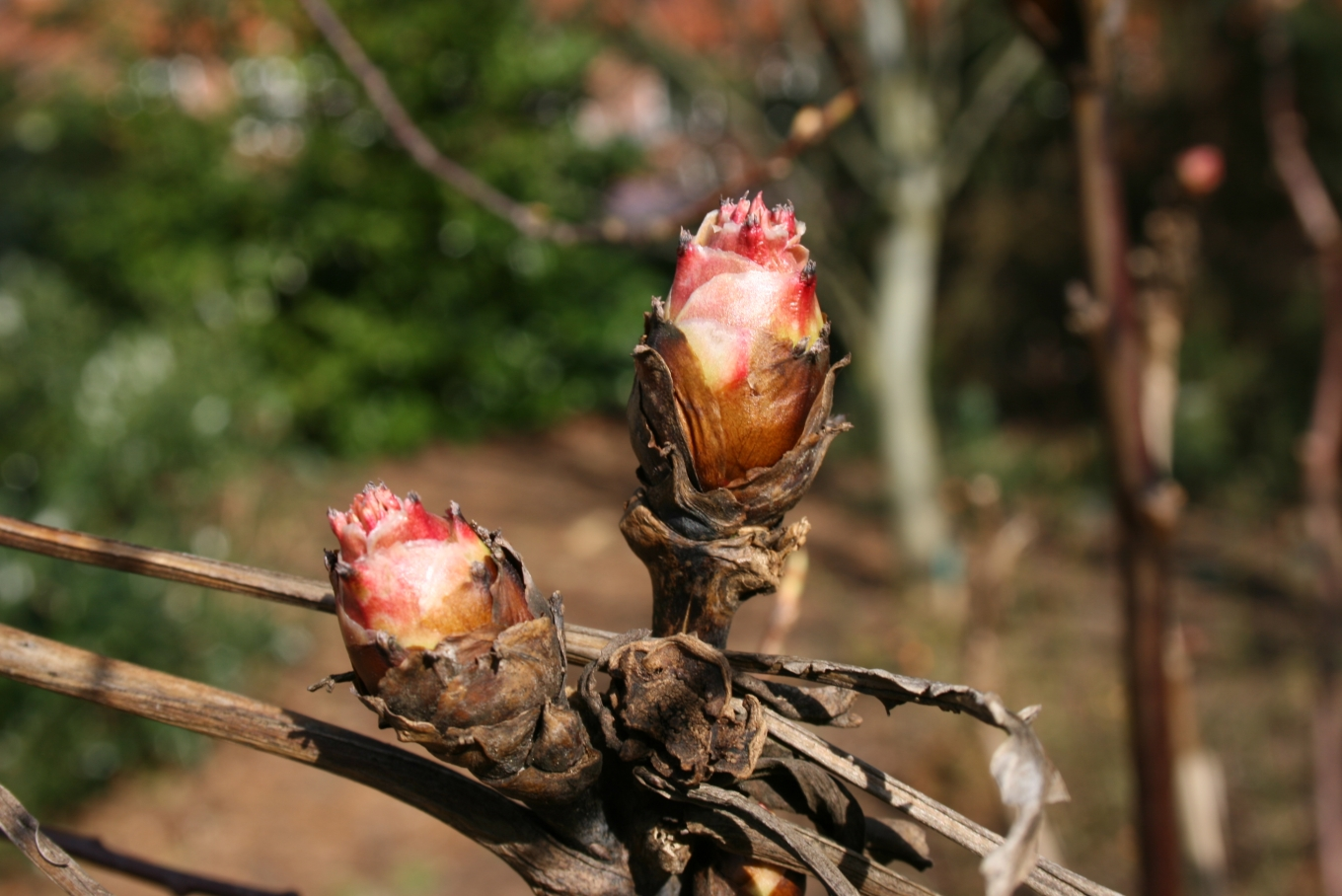
Paeonia suffruticosa , brotes de primavera
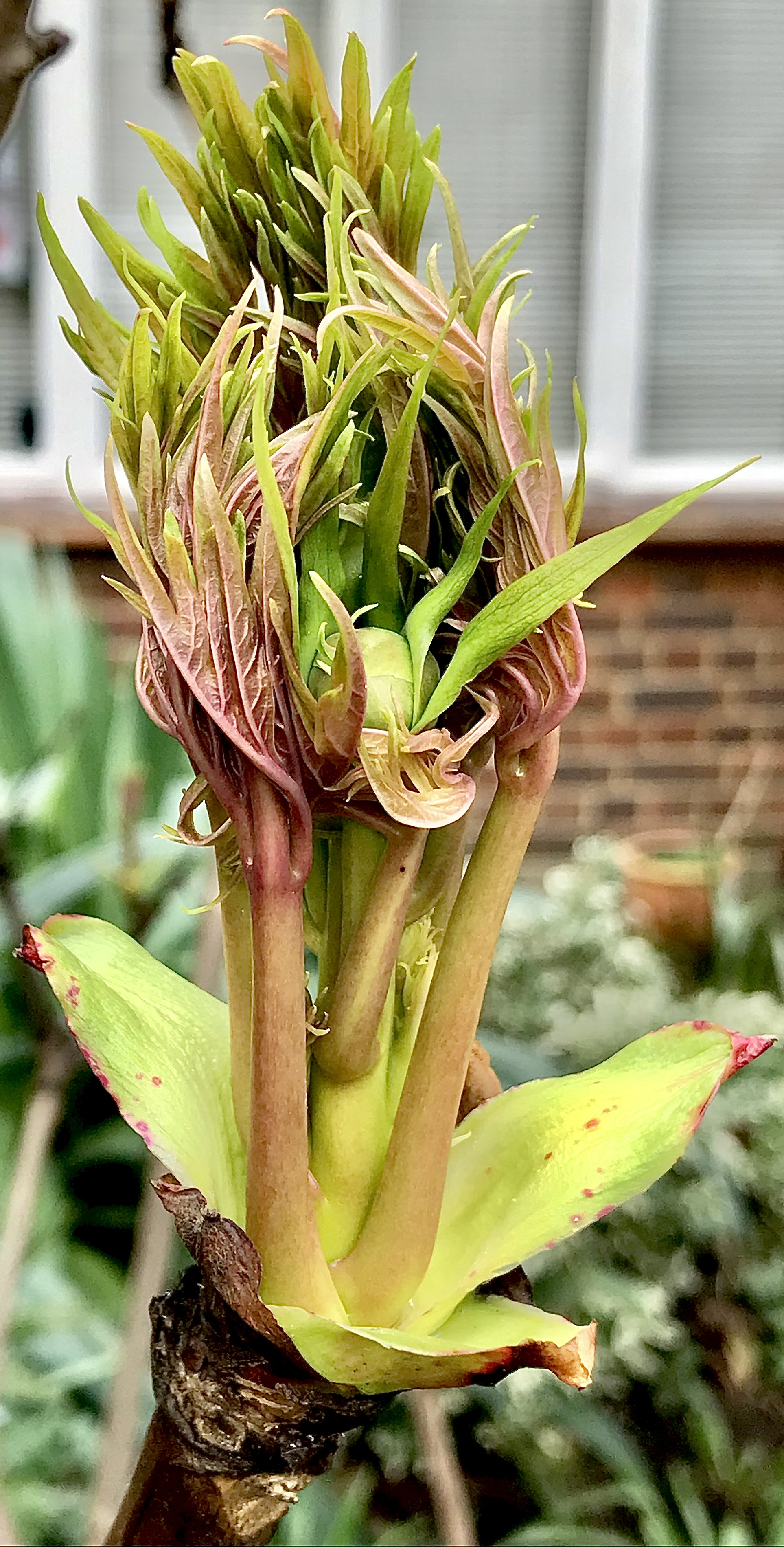
P. ludlowii , brote de primavera
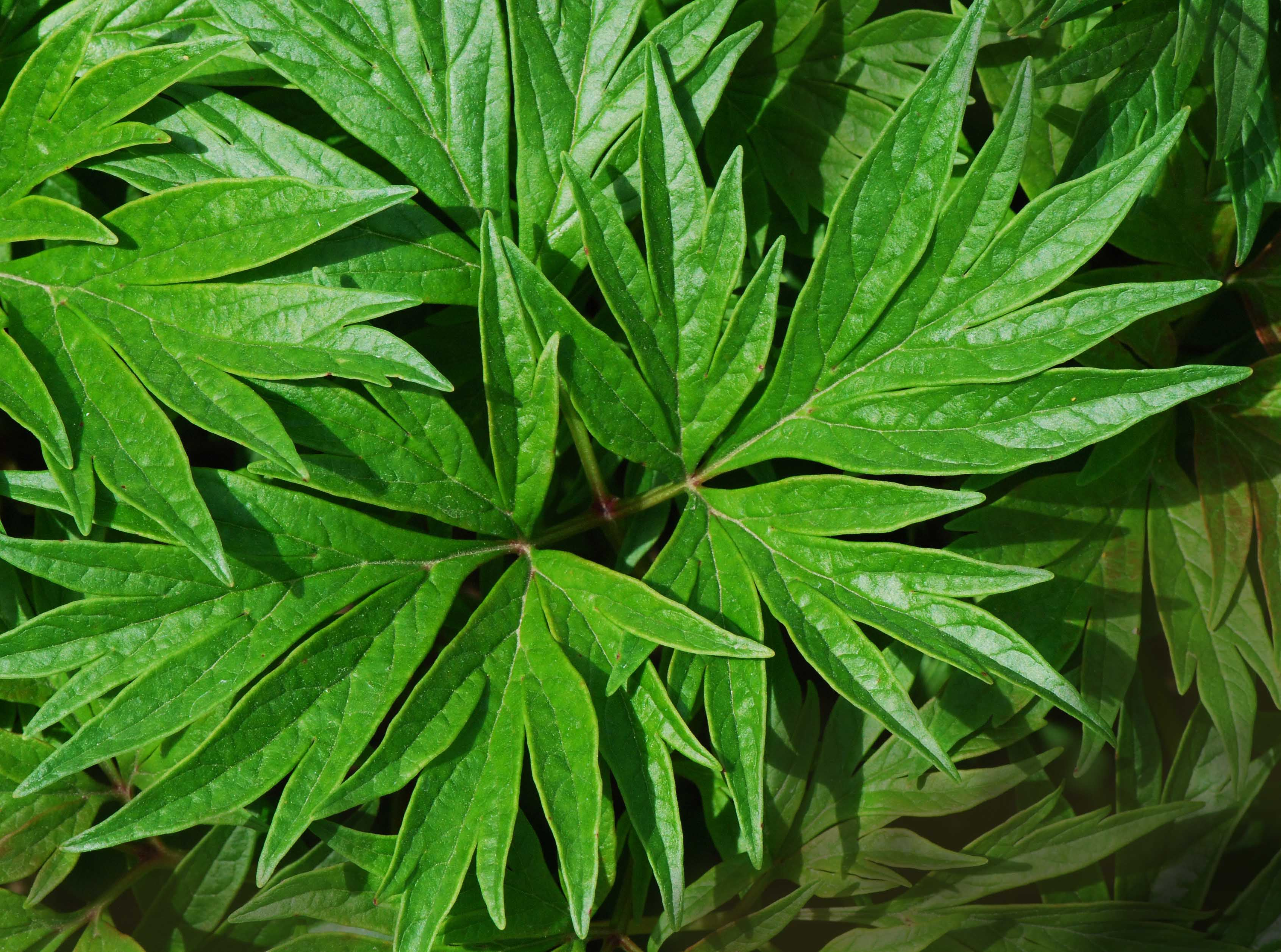
Paeonia veitchii , hoja
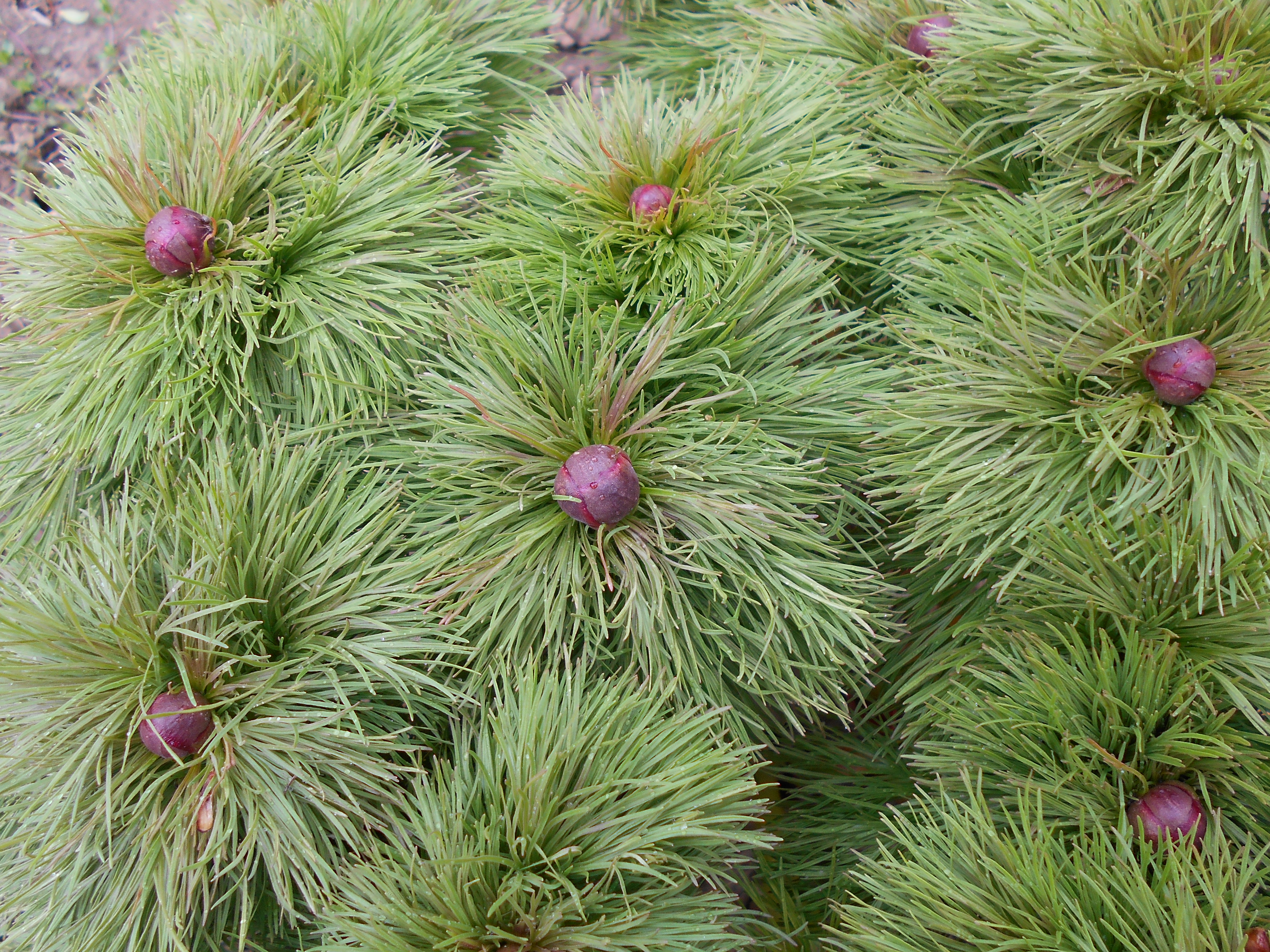
Paeonia tenuifolia , hojas y botones florales
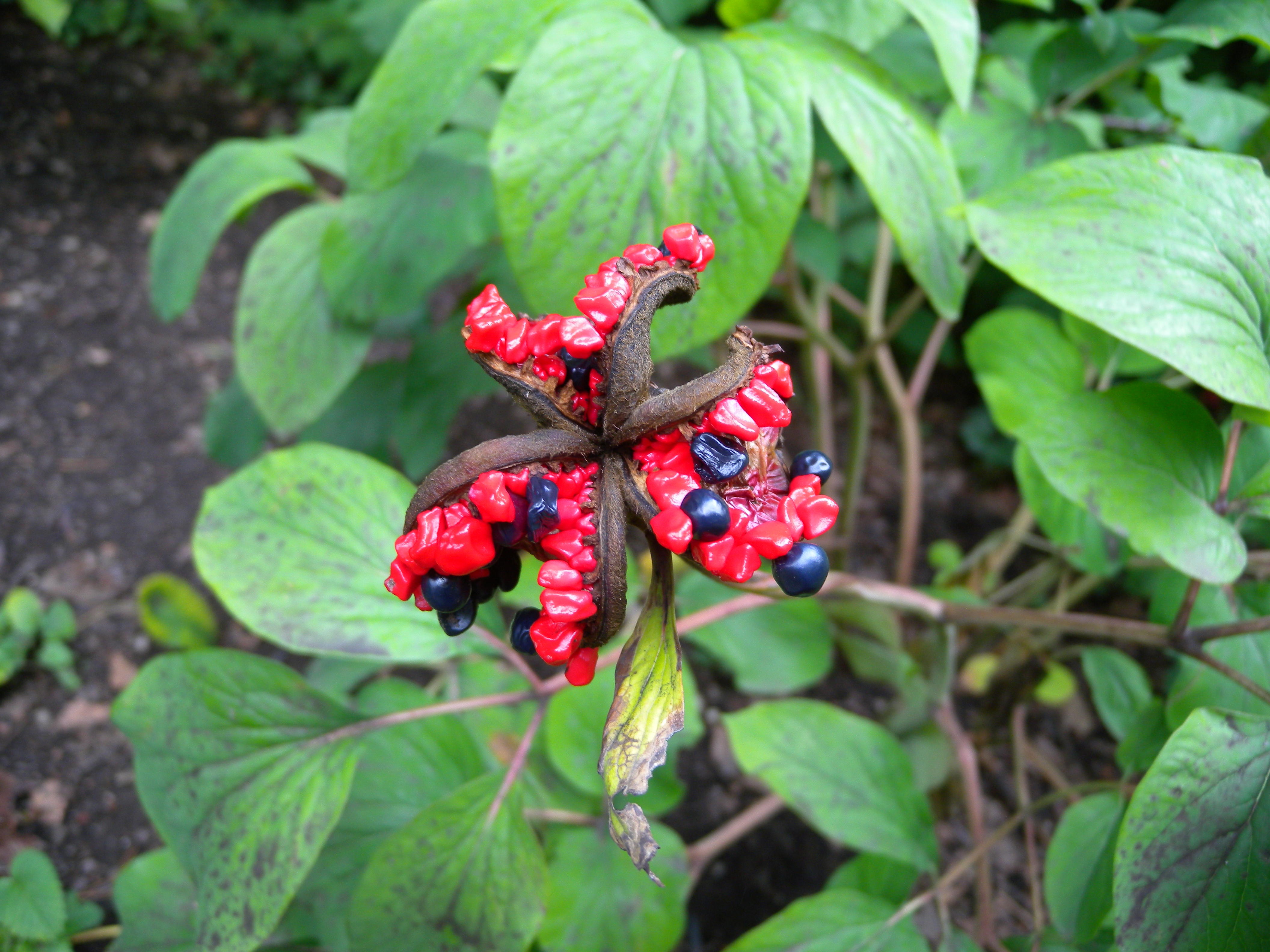
Paeonia wittmanniana, frutos maduros con semillas
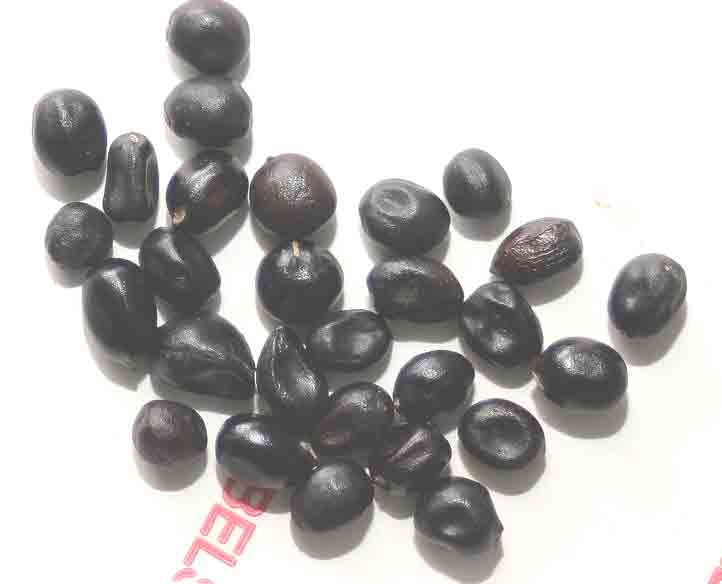
Paeonia anomala, semillas
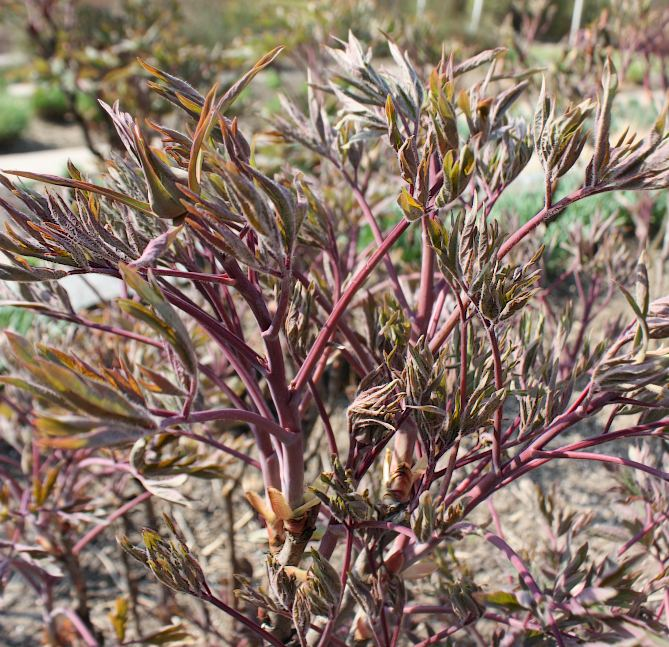
Crecimiento joven de un árbol de peonía

### Fitoquímica
Hasta ahora se han obtenido más de 262 compuestos de las plantas de Paeoniaceae. Estos incluyen glucósidos monoterpenoides, flavonoides, taninos, estilbenoides, triterpenoides, esteroides, paeonoles y fenoles. Las actividades biológicas in vitro incluyen actividades antioxidantes, antitumorales, antipatogénicas, inmunomoduladoras, protectoras del sistema cardiovascular y del sistema nervioso central.

## Taxonomía
El nombre de la familia Paeoniaceae fue utilizado por primera vez por Friedrich KL Rudolphi en 1830, siguiendo una sugerencia de Friedrich Gottlieb Bartling ese mismo año. La familia había recibido otros nombres unos años antes. La composición de la familia ha variado, pero siempre ha consistido en Paeonia y uno o más géneros que ahora se incluyen en Ranunculales. Se ha creído ampliamente que Paeonia es la especie más cercana a Glaucidium.  Sin embargo, estudios filogenéticos moleculares han demostrado de manera concluyente que Glaucidium pertenece a la familia Ranunculaceae, orden Ranunculales, y que Paeonia pertenece al orden no relacionado Saxifragales. El género Paeonia consta de unas 35 especies, asignadas a tres secciones: Moutan, Onaepia y Paeoniae. La sección Onaepia sólo incluye P. brownii y P. californica. La sección Moutan se divide en P. delavayi y P. ludlowii, que juntas forman la subsección Delavayanae, y P. cathayana, P. decomposita, P. jishanensis, P. osti, P. qiui y P. rockii, que constituyen la subsección Vaginatae. P. suffruticosa es un híbrido cultivado, no una especie de origen natural.

### Filogenia
Análisis genéticos relacionan la familia monogenérica Paeoniaceae con un grupo de familias con especies leñosas del orden Saxifragales. Esto da como resultado el siguiente árbol de relaciones. Una disertación sugiere que la sección Onaepia se ramifica primero, pero una publicación posterior del mismo autor y otros sugiere que la sección Moutan se divide primero. Dentro de esa sección, P. ludlowii y P. delavayi están más relacionadas entre sí que con cualquier otra especie.
|  | Hamamelidaceae                                                   |
|  |                                                                  |
|  | \| \| Cercidiphyllum \| \| \| \| \| \| Daphniphyllum \| \| \| \| |
|  |                                                                  |
|  | Cercidiphyllum                                                   |
|  |                                                                  |
|  | Daphniphyllum                                                    |
|  |                                                                  |

|  | Cercidiphyllum |
|  |                |
|  | Daphniphyllum  |
|  |                |

|  | Hamamelidaceae                                                   |
|  |                                                                  |
|  | \| \| Cercidiphyllum \| \| \| \| \| \| Daphniphyllum \| \| \| \| |
|  |                                                                  |
|  | Cercidiphyllum                                                   |
|  |                                                                  |
|  | Daphniphyllum                                                    |
|  |                                                                  |

|  | Cercidiphyllum |
|  |                |
|  | Daphniphyllum  |
|  |                |

|  | Hamamelidaceae                                                   |
|  |                                                                  |
|  | \| \| Cercidiphyllum \| \| \| \| \| \| Daphniphyllum \| \| \| \| |
|  |                                                                  |
|  | Cercidiphyllum                                                   |
|  |                                                                  |
|  | Daphniphyllum                                                    |
|  |                                                                  |

|  | Cercidiphyllum |
|  |                |
|  | Daphniphyllum  |
|  |                |

|  | Hamamelidaceae                                                   |
|  |                                                                  |
|  | \| \| Cercidiphyllum \| \| \| \| \| \| Daphniphyllum \| \| \| \| |
|  |                                                                  |
|  | Cercidiphyllum                                                   |
|  |                                                                  |
|  | Daphniphyllum                                                    |
|  |                                                                  |

|  | Cercidiphyllum |
|  |                |
|  | Daphniphyllum  |
|  |                |

|  | Hamamelidaceae                                                   |
|  |                                                                  |
|  | \| \| Cercidiphyllum \| \| \| \| \| \| Daphniphyllum \| \| \| \| |
|  |                                                                  |
|  | Cercidiphyllum                                                   |
|  |                                                                  |
|  | Daphniphyllum                                                    |
|  |                                                                  |

|  | Cercidiphyllum |
|  |                |
|  | Daphniphyllum  |
|  |                |

|  | Hamamelidaceae                                                   |
|  |                                                                  |
|  | \| \| Cercidiphyllum \| \| \| \| \| \| Daphniphyllum \| \| \| \| |
|  |                                                                  |
|  | Cercidiphyllum                                                   |
|  |                                                                  |
|  | Daphniphyllum                                                    |
|  |                                                                  |

|  | Cercidiphyllum |
|  |                |
|  | Daphniphyllum  |
|  |                |

|  | Hamamelidaceae                                                   |
|  |                                                                  |
|  | \| \| Cercidiphyllum \| \| \| \| \| \| Daphniphyllum \| \| \| \| |
|  |                                                                  |
|  | Cercidiphyllum                                                   |
|  |                                                                  |
|  | Daphniphyllum                                                    |
|  |                                                                  |

|  | Cercidiphyllum |
|  |                |
|  | Daphniphyllum  |
|  |                |

|  | Hamamelidaceae                                                   |
|  |                                                                  |
|  | \| \| Cercidiphyllum \| \| \| \| \| \| Daphniphyllum \| \| \| \| |
|  |                                                                  |
|  | Cercidiphyllum                                                   |
|  |                                                                  |
|  | Daphniphyllum                                                    |
|  |                                                                  |

|  | Cercidiphyllum |
|  |                |
|  | Daphniphyllum  |
|  |                |

|  | Hamamelidaceae                                                   |
|  |                                                                  |
|  | \| \| Cercidiphyllum \| \| \| \| \| \| Daphniphyllum \| \| \| \| |
|  |                                                                  |
|  | Cercidiphyllum                                                   |
|  |                                                                  |
|  | Daphniphyllum                                                    |
|  |                                                                  |

|  | Cercidiphyllum |
|  |                |
|  | Daphniphyllum  |
|  |                |

|  | Hamamelidaceae                                                   |
|  |                                                                  |
|  | \| \| Cercidiphyllum \| \| \| \| \| \| Daphniphyllum \| \| \| \| |
|  |                                                                  |
|  | Cercidiphyllum                                                   |
|  |                                                                  |
|  | Daphniphyllum                                                    |
|  |                                                                  |

|  | Cercidiphyllum |
|  |                |
|  | Daphniphyllum  |
|  |                |

|  | Hamamelidaceae                                                   |
|  |                                                                  |
|  | \| \| Cercidiphyllum \| \| \| \| \| \| Daphniphyllum \| \| \| \| |
|  |                                                                  |
|  | Cercidiphyllum                                                   |
|  |                                                                  |
|  | Daphniphyllum                                                    |
|  |                                                                  |

|  | Cercidiphyllum |
|  |                |
|  | Daphniphyllum  |
|  |                |

|  | Hamamelidaceae                                                   |
|  |                                                                  |
|  | \| \| Cercidiphyllum \| \| \| \| \| \| Daphniphyllum \| \| \| \| |
|  |                                                                  |
|  | Cercidiphyllum                                                   |
|  |                                                                  |
|  | Daphniphyllum                                                    |
|  |                                                                  |

|  | Cercidiphyllum |
|  |                |
|  | Daphniphyllum  |
|  |                |

|  | Hamamelidaceae                                                   |
|  |                                                                  |
|  | \| \| Cercidiphyllum \| \| \| \| \| \| Daphniphyllum \| \| \| \| |
|  |                                                                  |
|  | Cercidiphyllum                                                   |
|  |                                                                  |
|  | Daphniphyllum                                                    |
|  |                                                                  |

|  | Cercidiphyllum |
|  |                |
|  | Daphniphyllum  |
|  |                |

|  | Hamamelidaceae                                                   |
|  |                                                                  |
|  | \| \| Cercidiphyllum \| \| \| \| \| \| Daphniphyllum \| \| \| \| |
|  |                                                                  |
|  | Cercidiphyllum                                                   |
|  |                                                                  |
|  | Daphniphyllum                                                    |
|  |                                                                  |

|  | Cercidiphyllum |
|  |                |
|  | Daphniphyllum  |
|  |                |

|  | Hamamelidaceae                                                   |
|  |                                                                  |
|  | \| \| Cercidiphyllum \| \| \| \| \| \| Daphniphyllum \| \| \| \| |
|  |                                                                  |
|  | Cercidiphyllum                                                   |
|  |                                                                  |
|  | Daphniphyllum                                                    |
|  |                                                                  |

|  | Cercidiphyllum |
|  |                |
|  | Daphniphyllum  |
|  |                |

|  | Hamamelidaceae                                                   |
|  |                                                                  |
|  | \| \| Cercidiphyllum \| \| \| \| \| \| Daphniphyllum \| \| \| \| |
|  |                                                                  |
|  | Cercidiphyllum                                                   |
|  |                                                                  |
|  | Daphniphyllum                                                    |
|  |                                                                  |

|  | Cercidiphyllum |
|  |                |
|  | Daphniphyllum  |
|  |                |

|  | Hamamelidaceae                                                   |
|  |                                                                  |
|  | \| \| Cercidiphyllum \| \| \| \| \| \| Daphniphyllum \| \| \| \| |
|  |                                                                  |
|  | Cercidiphyllum                                                   |
|  |                                                                  |
|  | Daphniphyllum                                                    |
|  |                                                                  |

|  | Cercidiphyllum |
|  |                |
|  | Daphniphyllum  |
|  |                |

|  | Hamamelidaceae                                                   |
|  |                                                                  |
|  | \| \| Cercidiphyllum \| \| \| \| \| \| Daphniphyllum \| \| \| \| |
|  |                                                                  |
|  | Cercidiphyllum                                                   |
|  |                                                                  |
|  | Daphniphyllum                                                    |
|  |                                                                  |

|  | Cercidiphyllum |
|  |                |
|  | Daphniphyllum  |
|  |                |

|  | Hamamelidaceae                                                   |
|  |                                                                  |
|  | \| \| Cercidiphyllum \| \| \| \| \| \| Daphniphyllum \| \| \| \| |
|  |                                                                  |
|  | Cercidiphyllum                                                   |
|  |                                                                  |
|  | Daphniphyllum                                                    |
|  |                                                                  |

|  | Cercidiphyllum |
|  |                |
|  | Daphniphyllum  |
|  |                |

|  | Hamamelidaceae                                                   |
|  |                                                                  |
|  | \| \| Cercidiphyllum \| \| \| \| \| \| Daphniphyllum \| \| \| \| |
|  |                                                                  |
|  | Cercidiphyllum                                                   |
|  |                                                                  |
|  | Daphniphyllum                                                    |
|  |                                                                  |

|  | Cercidiphyllum |
|  |                |
|  | Daphniphyllum  |
|  |                |

|  | Hamamelidaceae                                                   |
|  |                                                                  |
|  | \| \| Cercidiphyllum \| \| \| \| \| \| Daphniphyllum \| \| \| \| |
|  |                                                                  |
|  | Cercidiphyllum                                                   |
|  |                                                                  |
|  | Daphniphyllum                                                    |
|  |                                                                  |

|  | Cercidiphyllum |
|  |                |
|  | Daphniphyllum  |
|  |                |

|  | Hamamelidaceae                                                   |
|  |                                                                  |
|  | \| \| Cercidiphyllum \| \| \| \| \| \| Daphniphyllum \| \| \| \| |
|  |                                                                  |
|  | Cercidiphyllum                                                   |
|  |                                                                  |
|  | Daphniphyllum                                                    |
|  |                                                                  |

|  | Cercidiphyllum |
|  |                |
|  | Daphniphyllum  |
|  |                |

|  | Hamamelidaceae                                                   |
|  |                                                                  |
|  | \| \| Cercidiphyllum \| \| \| \| \| \| Daphniphyllum \| \| \| \| |
|  |                                                                  |
|  | Cercidiphyllum                                                   |
|  |                                                                  |
|  | Daphniphyllum                                                    |
|  |                                                                  |

|  | Cercidiphyllum |
|  |                |
|  | Daphniphyllum  |
|  |                |

|  | Hamamelidaceae                                                   |
|  |                                                                  |
|  | \| \| Cercidiphyllum \| \| \| \| \| \| Daphniphyllum \| \| \| \| |
|  |                                                                  |
|  | Cercidiphyllum                                                   |
|  |                                                                  |
|  | Daphniphyllum                                                    |
|  |                                                                  |

|  | Cercidiphyllum |
|  |                |
|  | Daphniphyllum  |
|  |                |

|  | Hamamelidaceae                                                   |
|  |                                                                  |
|  | \| \| Cercidiphyllum \| \| \| \| \| \| Daphniphyllum \| \| \| \| |
|  |                                                                  |
|  | Cercidiphyllum                                                   |
|  |                                                                  |
|  | Daphniphyllum                                                    |
|  |                                                                  |

|  | Cercidiphyllum |
|  |                |
|  | Daphniphyllum  |
|  |                |

|  | Hamamelidaceae                                                   |
|  |                                                                  |
|  | \| \| Cercidiphyllum \| \| \| \| \| \| Daphniphyllum \| \| \| \| |
|  |                                                                  |
|  | Cercidiphyllum                                                   |
|  |                                                                  |
|  | Daphniphyllum                                                    |
|  |                                                                  |

|  | Cercidiphyllum |
|  |                |
|  | Daphniphyllum  |
|  |                |

|  | Hamamelidaceae                                                   |
|  |                                                                  |
|  | \| \| Cercidiphyllum \| \| \| \| \| \| Daphniphyllum \| \| \| \| |
|  |                                                                  |
|  | Cercidiphyllum                                                   |
|  |                                                                  |
|  | Daphniphyllum                                                    |
|  |                                                                  |

|  | Cercidiphyllum |
|  |                |
|  | Daphniphyllum  |
|  |                |

|  | Hamamelidaceae                                                   |
|  |                                                                  |
|  | \| \| Cercidiphyllum \| \| \| \| \| \| Daphniphyllum \| \| \| \| |
|  |                                                                  |
|  | Cercidiphyllum                                                   |
|  |                                                                  |
|  | Daphniphyllum                                                    |
|  |                                                                  |

|  | Cercidiphyllum |
|  |                |
|  | Daphniphyllum  |
|  |                |

|  | Hamamelidaceae                                                   |
|  |                                                                  |
|  | \| \| Cercidiphyllum \| \| \| \| \| \| Daphniphyllum \| \| \| \| |
|  |                                                                  |
|  | Cercidiphyllum                                                   |
|  |                                                                  |
|  | Daphniphyllum                                                    |
|  |                                                                  |

|  | Cercidiphyllum |
|  |                |
|  | Daphniphyllum  |
|  |                |

|  | Hamamelidaceae                                                   |
|  |                                                                  |
|  | \| \| Cercidiphyllum \| \| \| \| \| \| Daphniphyllum \| \| \| \| |
|  |                                                                  |
|  | Cercidiphyllum                                                   |
|  |                                                                  |
|  | Daphniphyllum                                                    |
|  |                                                                  |

|  | Cercidiphyllum |
|  |                |
|  | Daphniphyllum  |
|  |                |

|  | Hamamelidaceae                                                   |
|  |                                                                  |
|  | \| \| Cercidiphyllum \| \| \| \| \| \| Daphniphyllum \| \| \| \| |
|  |                                                                  |
|  | Cercidiphyllum                                                   |
|  |                                                                  |
|  | Daphniphyllum                                                    |
|  |                                                                  |

|  | Cercidiphyllum |
|  |                |
|  | Daphniphyllum  |
|  |                |

|  | Hamamelidaceae                                                   |
|  |                                                                  |
|  | \| \| Cercidiphyllum \| \| \| \| \| \| Daphniphyllum \| \| \| \| |
|  |                                                                  |
|  | Cercidiphyllum                                                   |
|  |                                                                  |
|  | Daphniphyllum                                                    |
|  |                                                                  |

|  | Cercidiphyllum |
|  |                |
|  | Daphniphyllum  |
|  |                |

| subsection Vaginatae   | all other tree peonies                                      |
|                        | all other tree peonies                                      |
| subsection Delavayanae | \| \| P. ludlowii \| \| \| \| \| \| P. delavayi \| \| \| \| |
|                        | \| \| P. ludlowii \| \| \| \| \| \| P. delavayi \| \| \| \| |
|                        | P. ludlowii                                                 |
|                        |                                                             |
|                        | P. delavayi                                                 |
|                        |                                                             |

|  | P. ludlowii |
|  |             |
|  | P. delavayi |
|  |             |

| subsection Vaginatae   | all other tree peonies                                      |
|                        | all other tree peonies                                      |
| subsection Delavayanae | \| \| P. ludlowii \| \| \| \| \| \| P. delavayi \| \| \| \| |
|                        | \| \| P. ludlowii \| \| \| \| \| \| P. delavayi \| \| \| \| |
|                        | P. ludlowii                                                 |
|                        |                                                             |
|                        | P. delavayi                                                 |
|                        |                                                             |

|  | P. ludlowii |
|  |             |
|  | P. delavayi |
|  |             |

| section Onaepia | \| \| P. brownii \| \| \| \| \| \| P. californica \| \| \| \| |
|                 | \| \| P. brownii \| \| \| \| \| \| P. californica \| \| \| \| |
|                 | P. brownii                                                    |
|                 |                                                               |
|                 | P. californica                                                |
|                 |                                                               |

|  | P. brownii     |
|  |                |
|  | P. californica |
|  |                |

| subsection Vaginatae   | all other tree peonies                                      |
|                        | all other tree peonies                                      |
| subsection Delavayanae | \| \| P. ludlowii \| \| \| \| \| \| P. delavayi \| \| \| \| |
|                        | \| \| P. ludlowii \| \| \| \| \| \| P. delavayi \| \| \| \| |
|                        | P. ludlowii                                                 |
|                        |                                                             |
|                        | P. delavayi                                                 |
|                        |                                                             |

|  | P. ludlowii |
|  |             |
|  | P. delavayi |
|  |             |

| subsection Vaginatae   | all other tree peonies                                      |
|                        | all other tree peonies                                      |
| subsection Delavayanae | \| \| P. ludlowii \| \| \| \| \| \| P. delavayi \| \| \| \| |
|                        | \| \| P. ludlowii \| \| \| \| \| \| P. delavayi \| \| \| \| |
|                        | P. ludlowii                                                 |
|                        |                                                             |
|                        | P. delavayi                                                 |
|                        |                                                             |

|  | P. ludlowii |
|  |             |
|  | P. delavayi |
|  |             |

| section Onaepia | \| \| P. brownii \| \| \| \| \| \| P. californica \| \| \| \| |
|                 | \| \| P. brownii \| \| \| \| \| \| P. californica \| \| \| \| |
|                 | P. brownii                                                    |
|                 |                                                               |
|                 | P. californica                                                |
|                 |                                                               |

|  | P. brownii     |
|  |                |
|  | P. californica |
|  |                |

| subsection Vaginatae   | all other tree peonies                                      |
|                        | all other tree peonies                                      |
| subsection Delavayanae | \| \| P. ludlowii \| \| \| \| \| \| P. delavayi \| \| \| \| |
|                        | \| \| P. ludlowii \| \| \| \| \| \| P. delavayi \| \| \| \| |
|                        | P. ludlowii                                                 |
|                        |                                                             |
|                        | P. delavayi                                                 |
|                        |                                                             |

|  | P. ludlowii |
|  |             |
|  | P. delavayi |
|  |             |

| subsection Vaginatae   | all other tree peonies                                      |
|                        | all other tree peonies                                      |
| subsection Delavayanae | \| \| P. ludlowii \| \| \| \| \| \| P. delavayi \| \| \| \| |
|                        | \| \| P. ludlowii \| \| \| \| \| \| P. delavayi \| \| \| \| |
|                        | P. ludlowii                                                 |
|                        |                                                             |
|                        | P. delavayi                                                 |
|                        |                                                             |

|  | P. ludlowii |
|  |             |
|  | P. delavayi |
|  |             |

| section Onaepia | \| \| P. brownii \| \| \| \| \| \| P. californica \| \| \| \| |
|                 | \| \| P. brownii \| \| \| \| \| \| P. californica \| \| \| \| |
|                 | P. brownii                                                    |
|                 |                                                               |
|                 | P. californica                                                |
|                 |                                                               |

|  | P. brownii     |
|  |                |
|  | P. californica |
|  |                |

| subsection Vaginatae   | all other tree peonies                                      |
|                        | all other tree peonies                                      |
| subsection Delavayanae | \| \| P. ludlowii \| \| \| \| \| \| P. delavayi \| \| \| \| |
|                        | \| \| P. ludlowii \| \| \| \| \| \| P. delavayi \| \| \| \| |
|                        | P. ludlowii                                                 |
|                        |                                                             |
|                        | P. delavayi                                                 |
|                        |                                                             |

|  | P. ludlowii |
|  |             |
|  | P. delavayi |
|  |             |

| subsection Vaginatae   | all other tree peonies                                      |
|                        | all other tree peonies                                      |
| subsection Delavayanae | \| \| P. ludlowii \| \| \| \| \| \| P. delavayi \| \| \| \| |
|                        | \| \| P. ludlowii \| \| \| \| \| \| P. delavayi \| \| \| \| |
|                        | P. ludlowii                                                 |
|                        |                                                             |
|                        | P. delavayi                                                 |
|                        |                                                             |

|  | P. ludlowii |
|  |             |
|  | P. delavayi |
|  |             |

| section Onaepia | \| \| P. brownii \| \| \| \| \| \| P. californica \| \| \| \| |
|                 | \| \| P. brownii \| \| \| \| \| \| P. californica \| \| \| \| |
|                 | P. brownii                                                    |
|                 |                                                               |
|                 | P. californica                                                |
|                 |                                                               |

|  | P. brownii     |
|  |                |
|  | P. californica |
|  |                |

### Especies
- Especies herbáceas (about 30 species)
  - Paeonia algeriensis (Algerian peony)
  - Paeonia anomala
  - Paeonia turcica (Turkish peony)
  - Paeonia arietina (ram's horn peony)
  - Paeonia broteri (Brotero's peony)
  - Paeonia brownii (Brown's peony, native peony, or western peony)
  - Paeonia californica (California peony or wild peony)
  - Paeonia cambessedesii (Majorcan peony or Balearic peony)
  - Paeonia clusii
    - subsp. clusii
    - subsp. rhodia

  - Paeonia coriacea (Andalusian peony)
  - Paeonia corsica (Corsican peony)
  - Paeonia daurica (Crimean peony)
    - subsp. coriifolia
    - subsp. daurica
    - subsp. macrophylla
    - subsp. mlokosewitschii (Caucasian peony or golden peony)
    - subsp. tomentosa
    - subsp. velebitensis
    - subsp. wittmanniana (Wittmann's peony)

  - Paeonia emodi (Himalayan peony)
  - Paeonia intermedia (Intermediate peony or Altay peony)
  - Paeonia kesrouanensis (Keserwan peony)
  - Paeonia lactiflora (Chinese peony, Chinese herbaceous peony, or common garden peony)
  - Paeonia mairei
  - Paeonia mascula (Balkan peony, wild peony, or male peony)
    - subsp. mascula
    - subsp. bodurii
    - subsp. hellenica
    - subsp. russoi

  - Paeonia obovata (woodland peony)
    - subsp. willmottiae

  - Paeonia officinalis (European peony, common peony, or garden peony; type species)
  - Paeonia parnassica (Greek peony)
  - Paeonia peregrina (Kosovar peony or Romanian peony)
  - Paeonia sterniana
  - Paeonia tenuifolia (steppe peony or fern leaf peony)
  - Paeonia veitchii (Veitch's peony)
- Especies leñosas, tree peonies (about 8 species)
  - Paeonia decomposita
  - Paeonia delavayi (Delavay's tree peony or Dian peony)
  - Paeonia jishanensis (Jishan peony)
  - Paeonia ludlowii (Tibetan tree peony or Ludlow's tree peony)
  - Paeonia ostii (Osti's peony)
  - Paeonia qiui (Qiu's peony)
  - Paeonia rockii (Rock's peony; synonym Paeonia suffruticosa subsp. rockii (Chinese tree peony, known as "moutan (moutan peony)" in China))

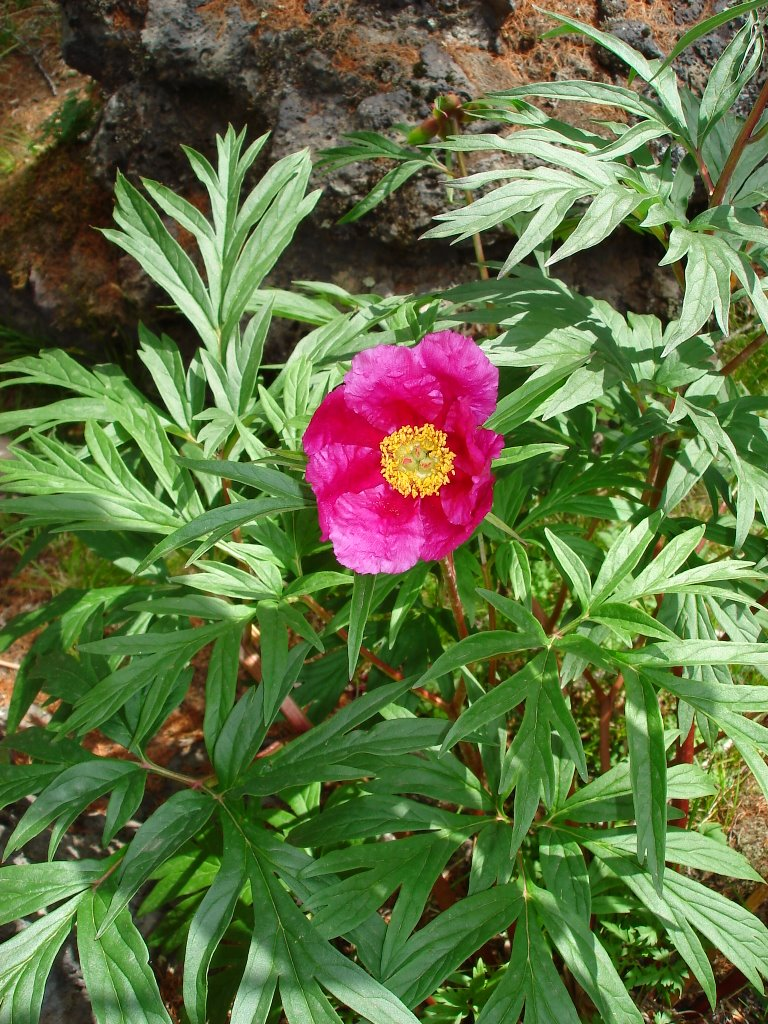
Paeonia anomala
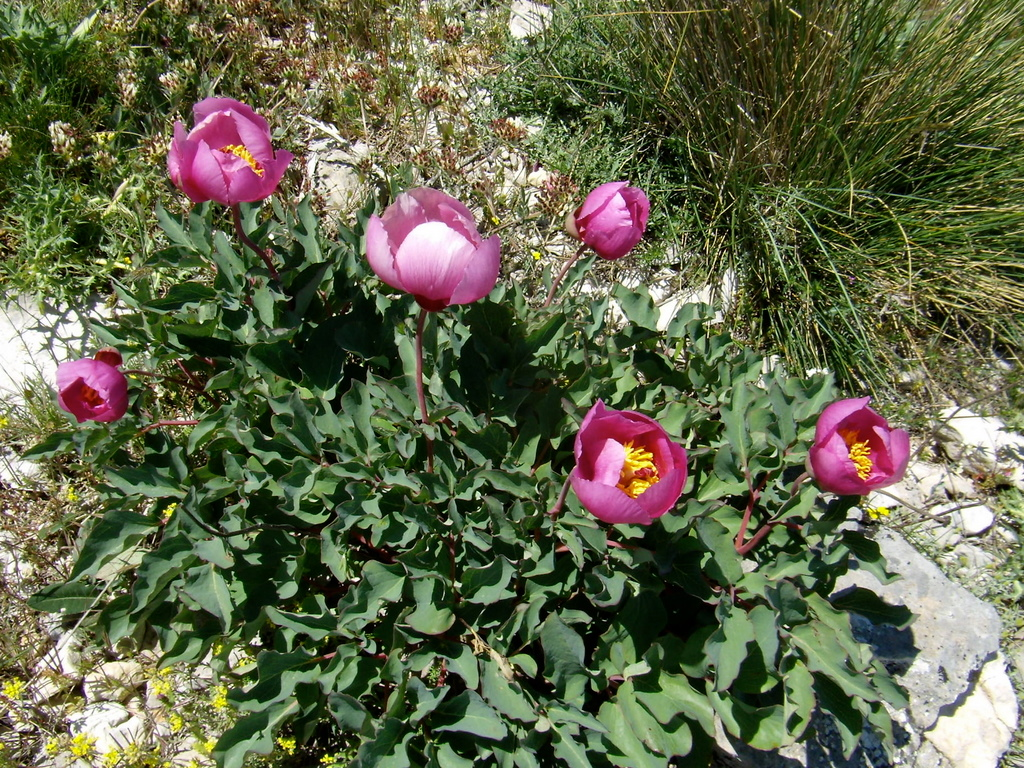
Paeonia broteri
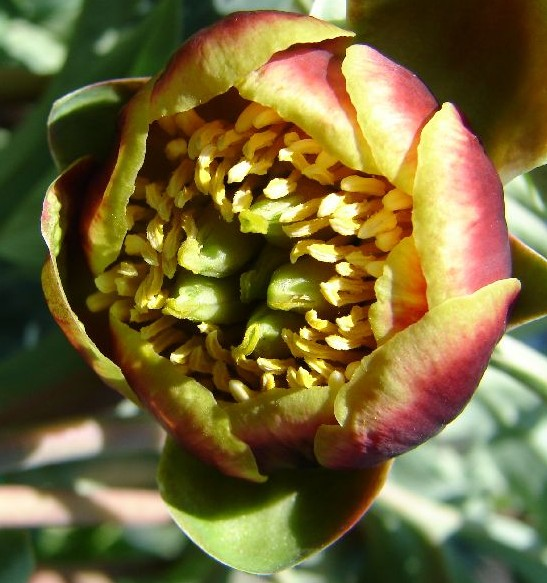
Paeonia brownii
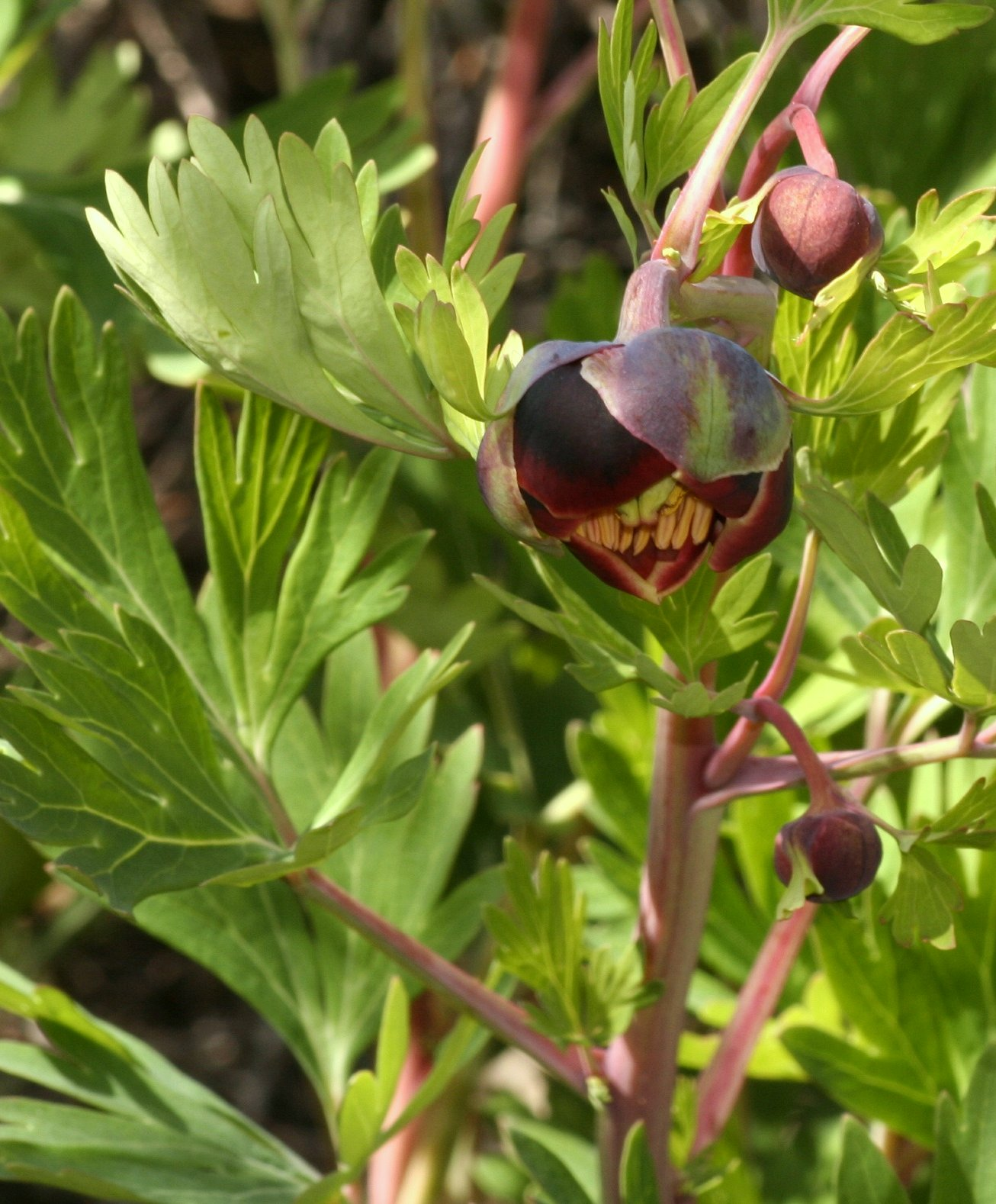
Peonia californiana
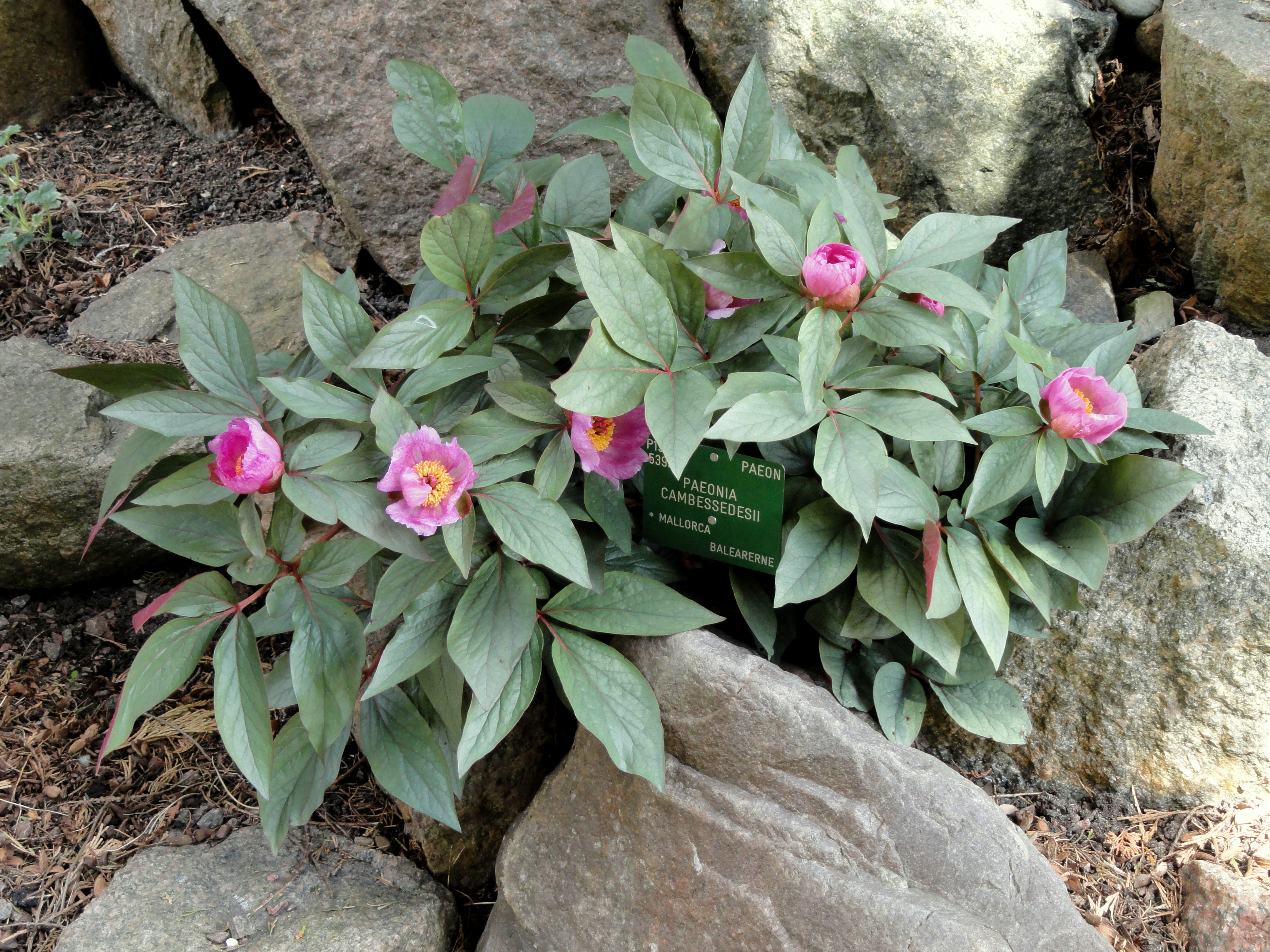
Paeonia cambessedesii
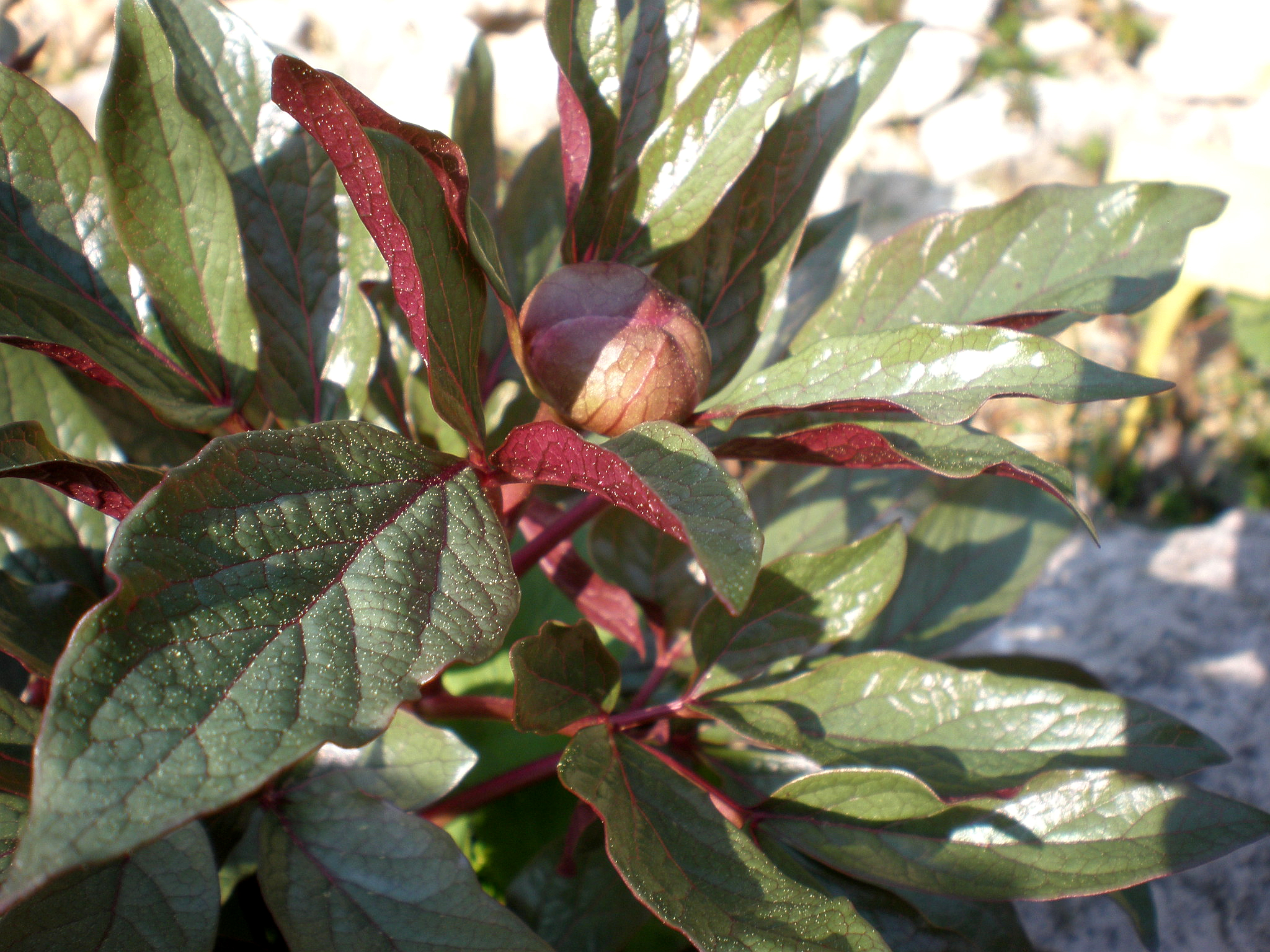
Paeonia cambessedesii
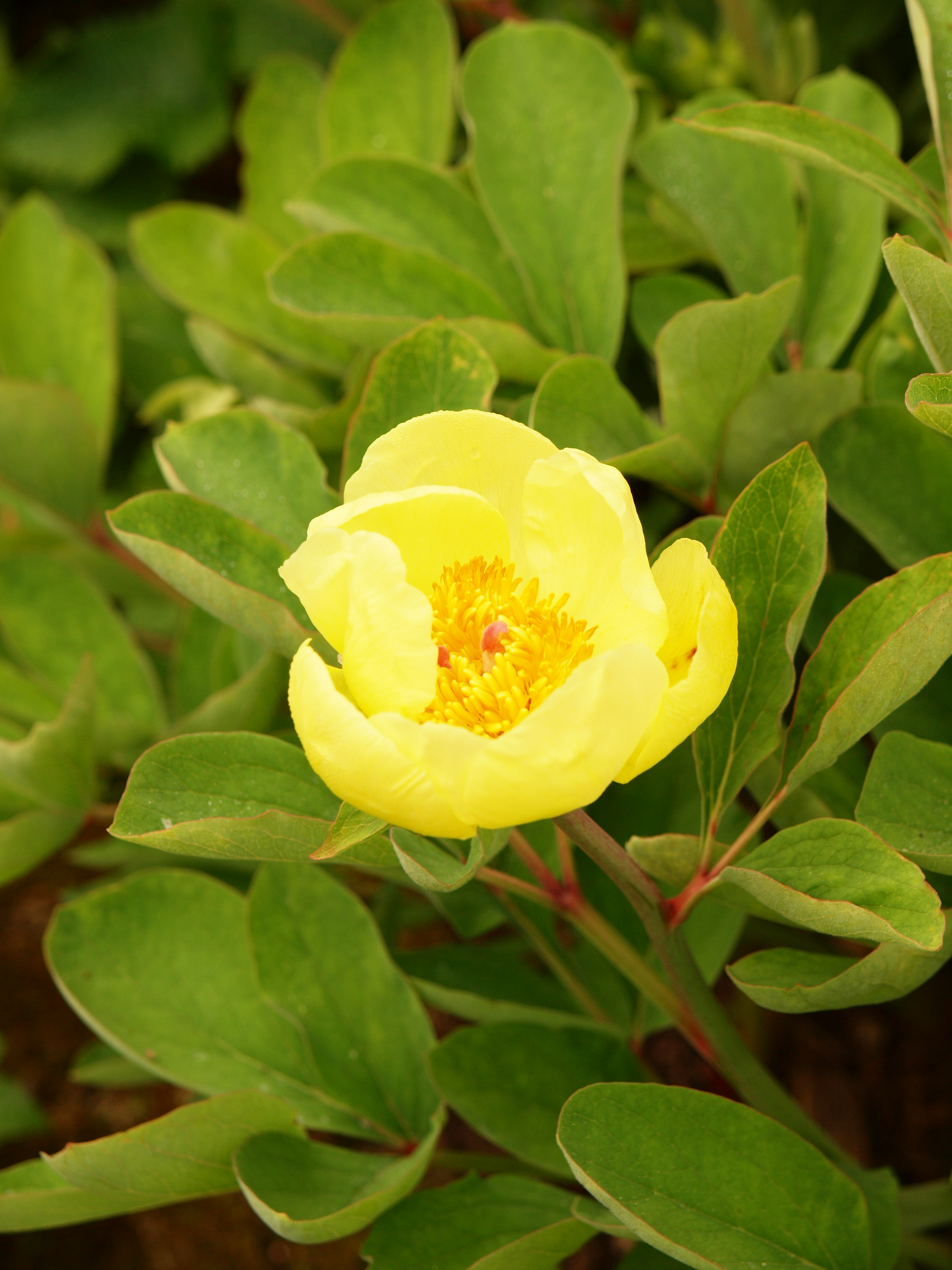
Paeonia daurica subsp. mlokosewitschii
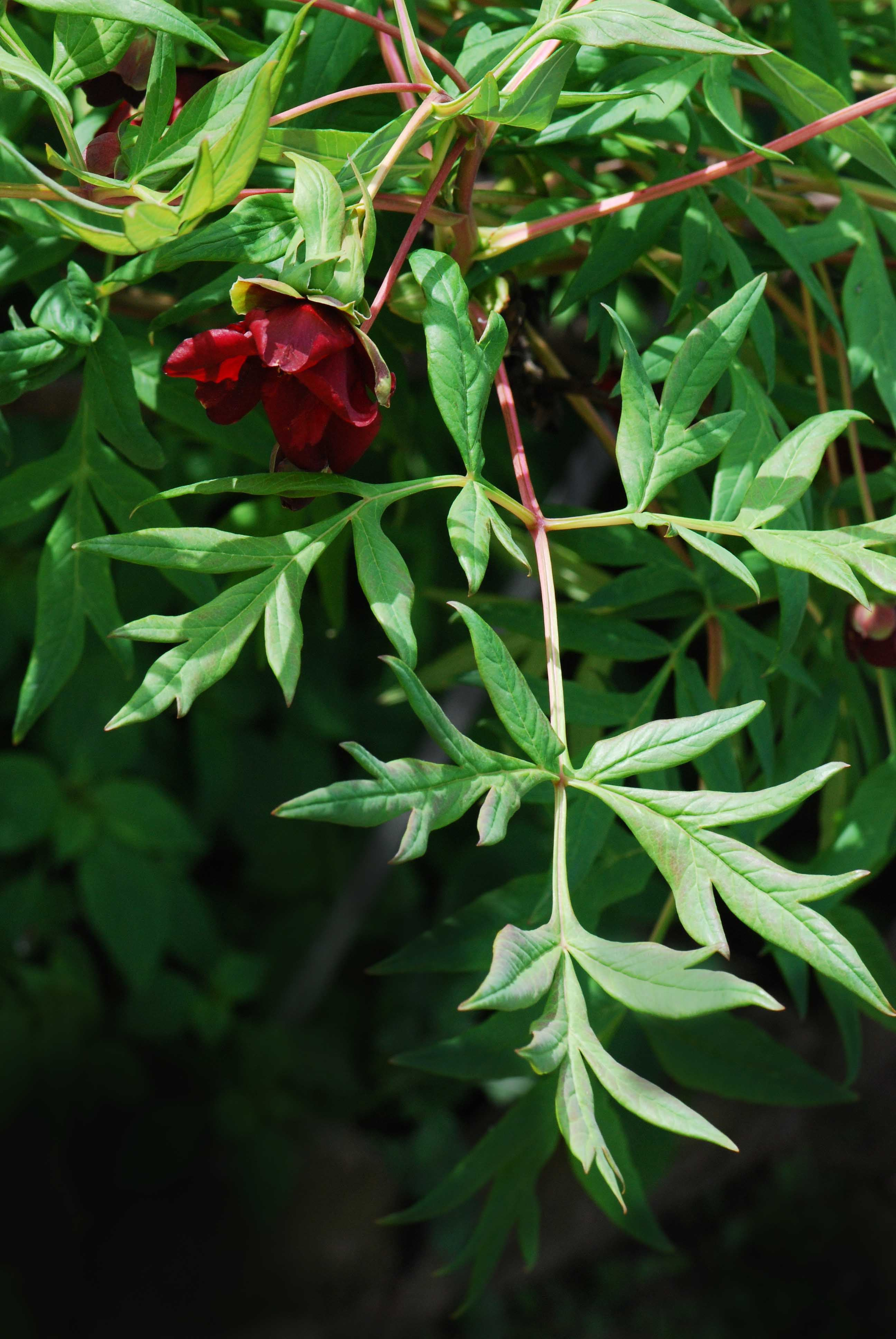
Paeonia delavayi
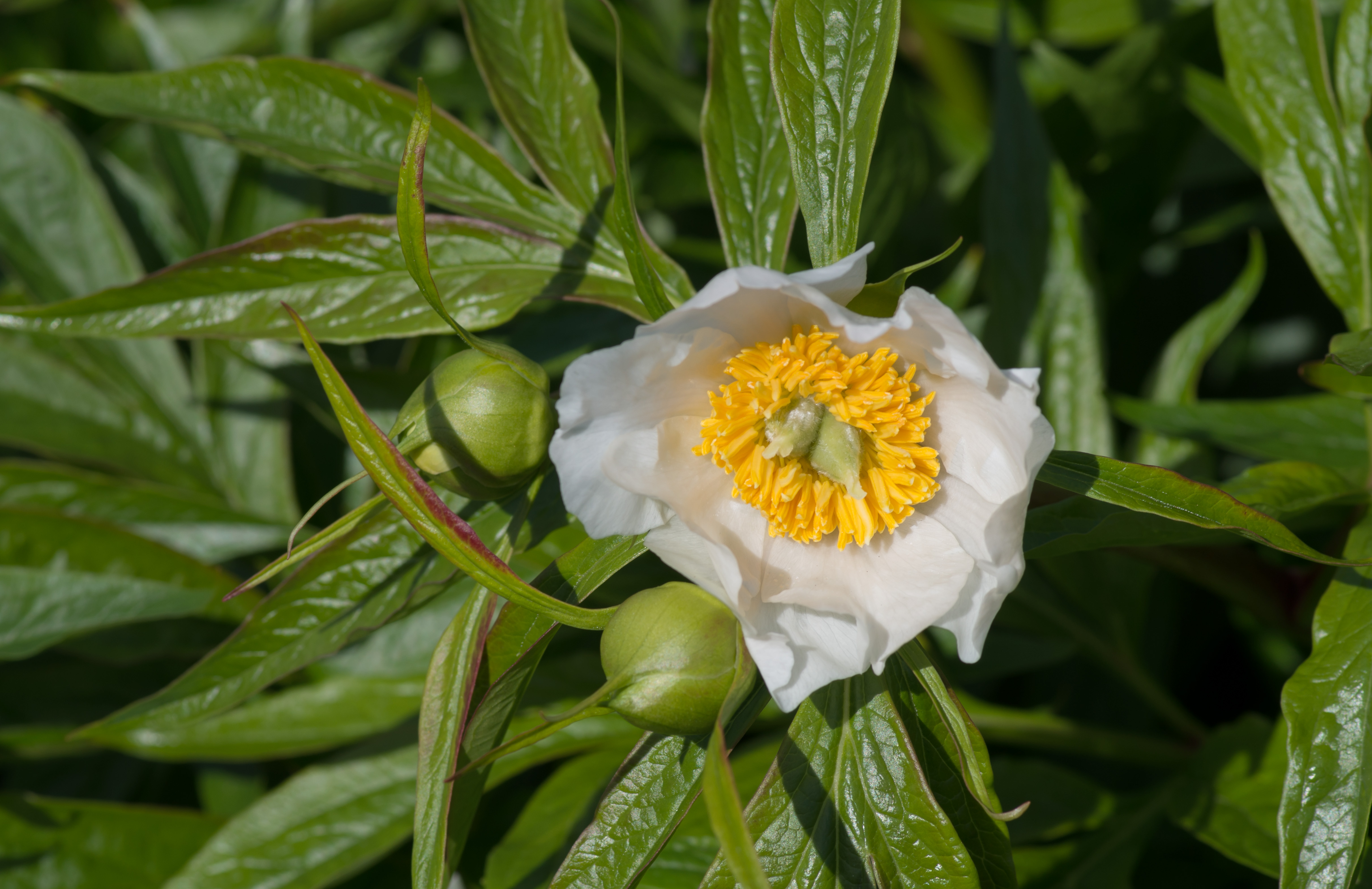
Paeonia emodi
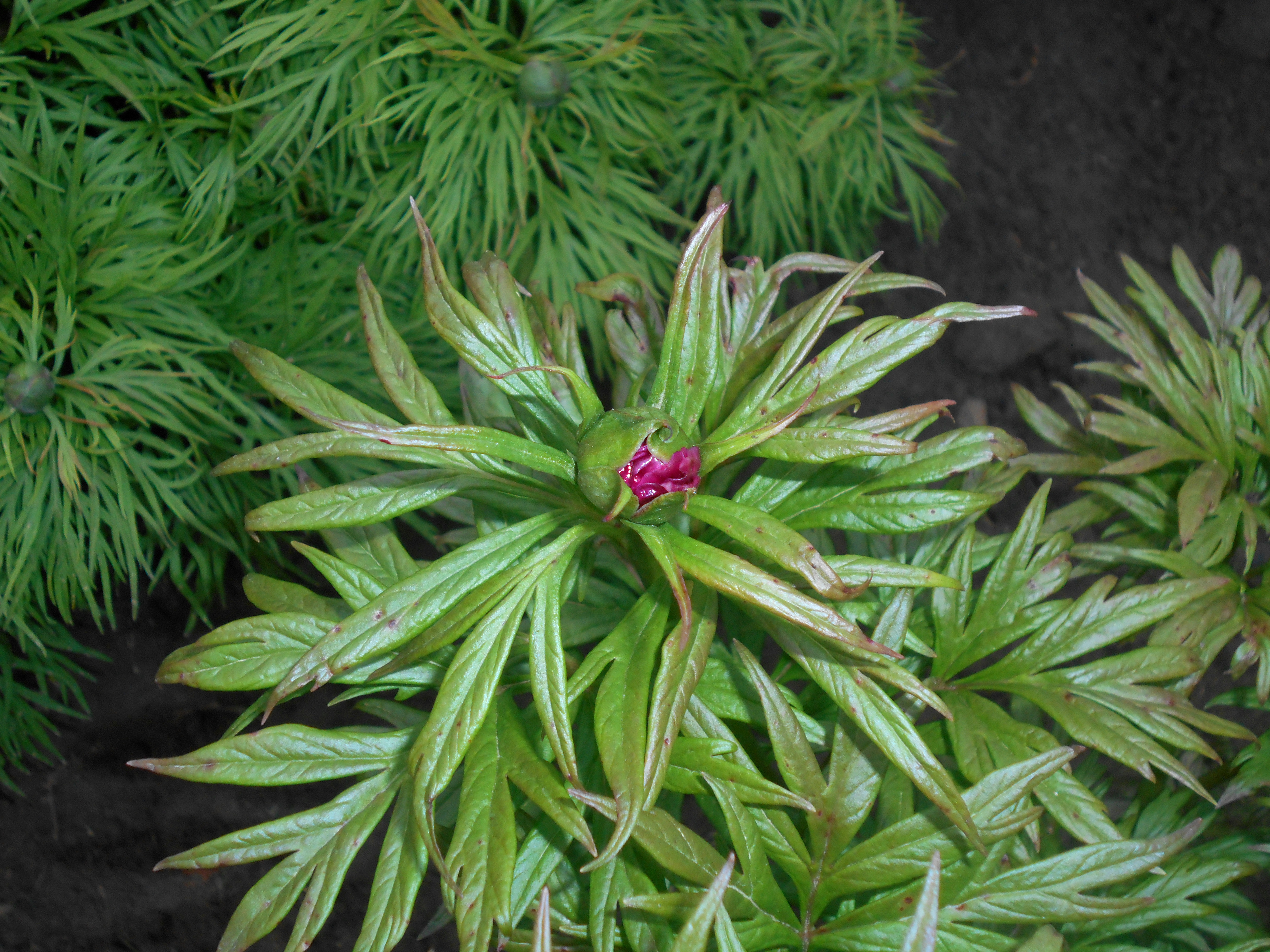
Paeonia intermedia
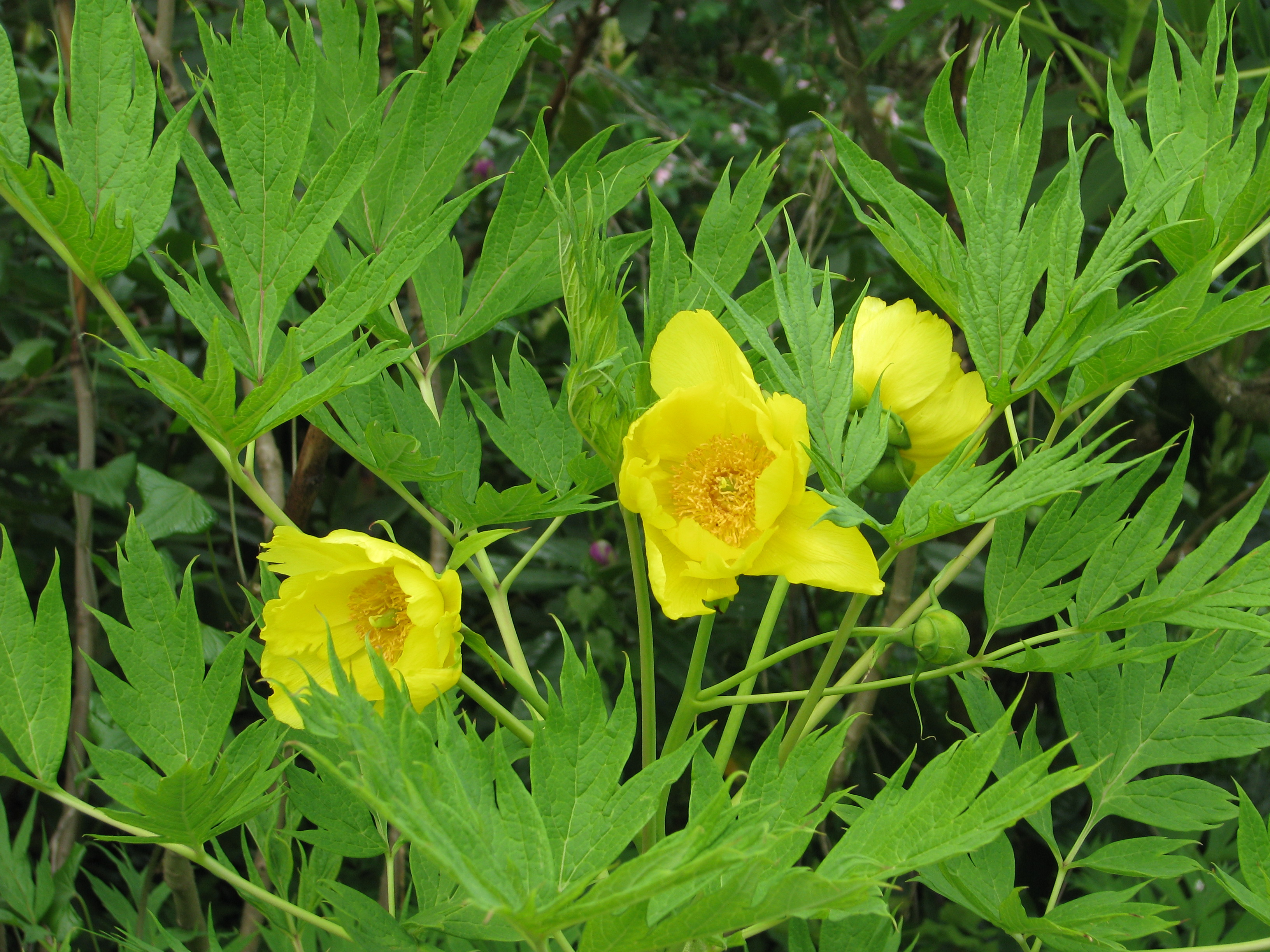
Paeonia ludlowii
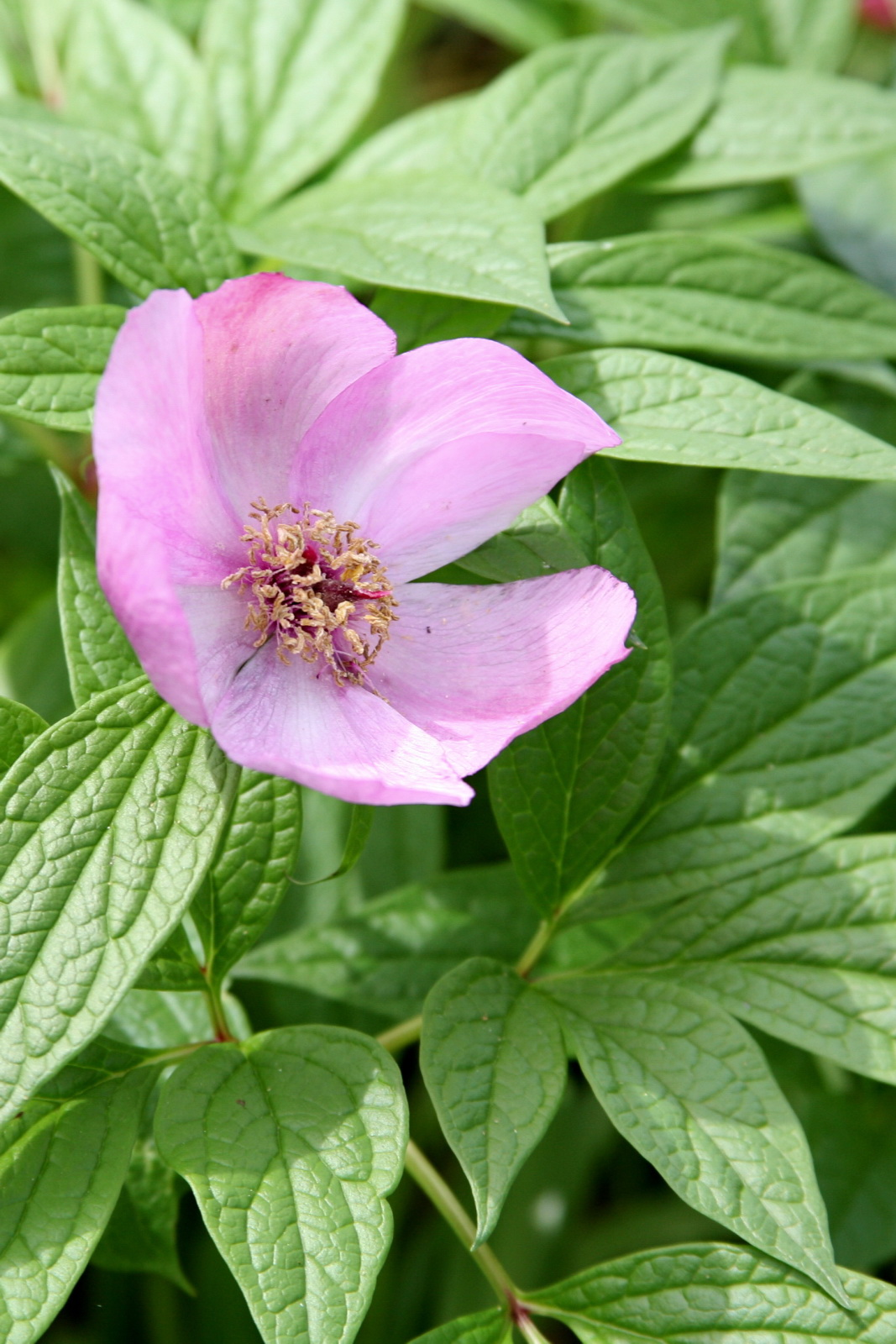
Paeonia mairei
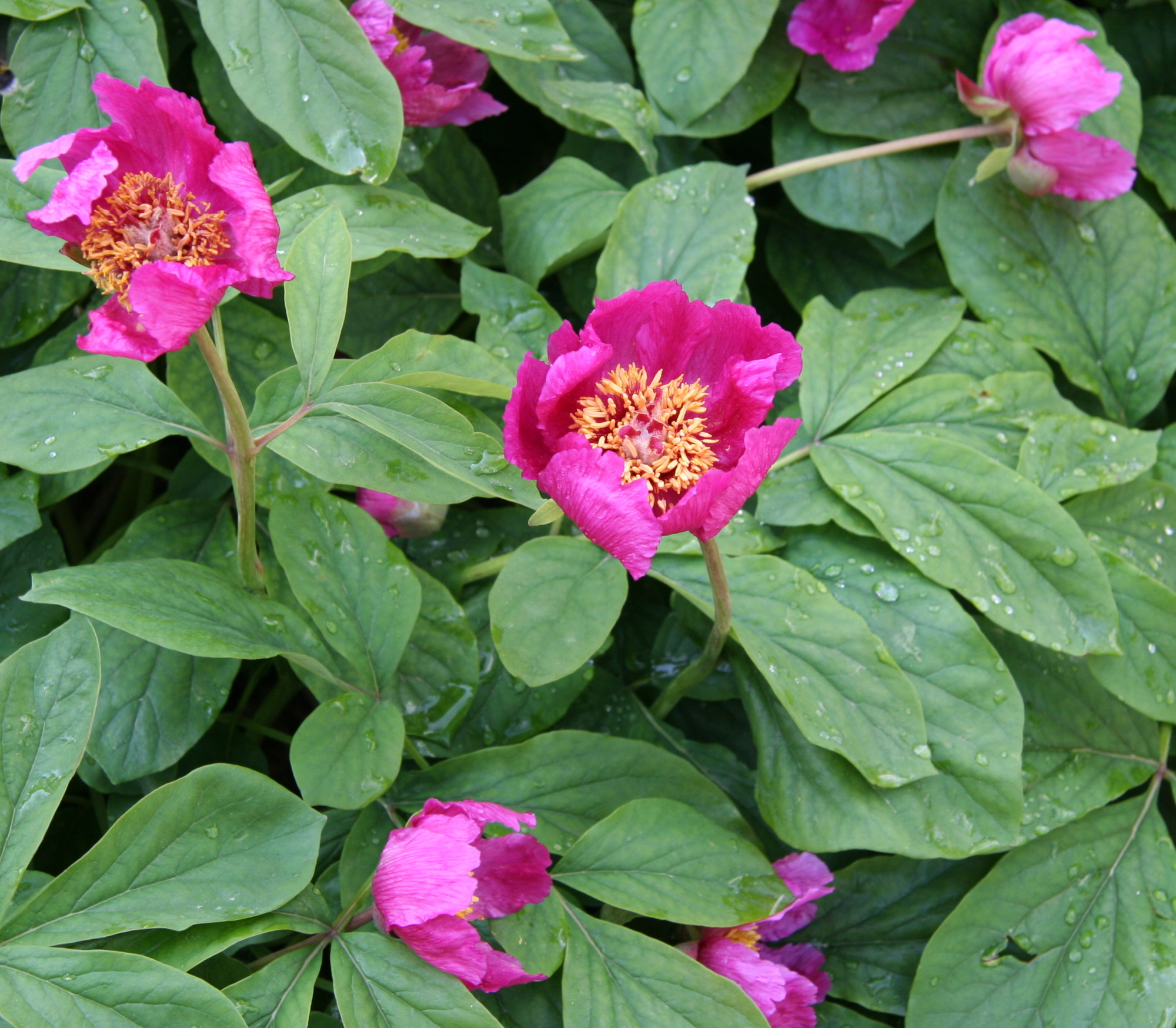
Paeonia mascula
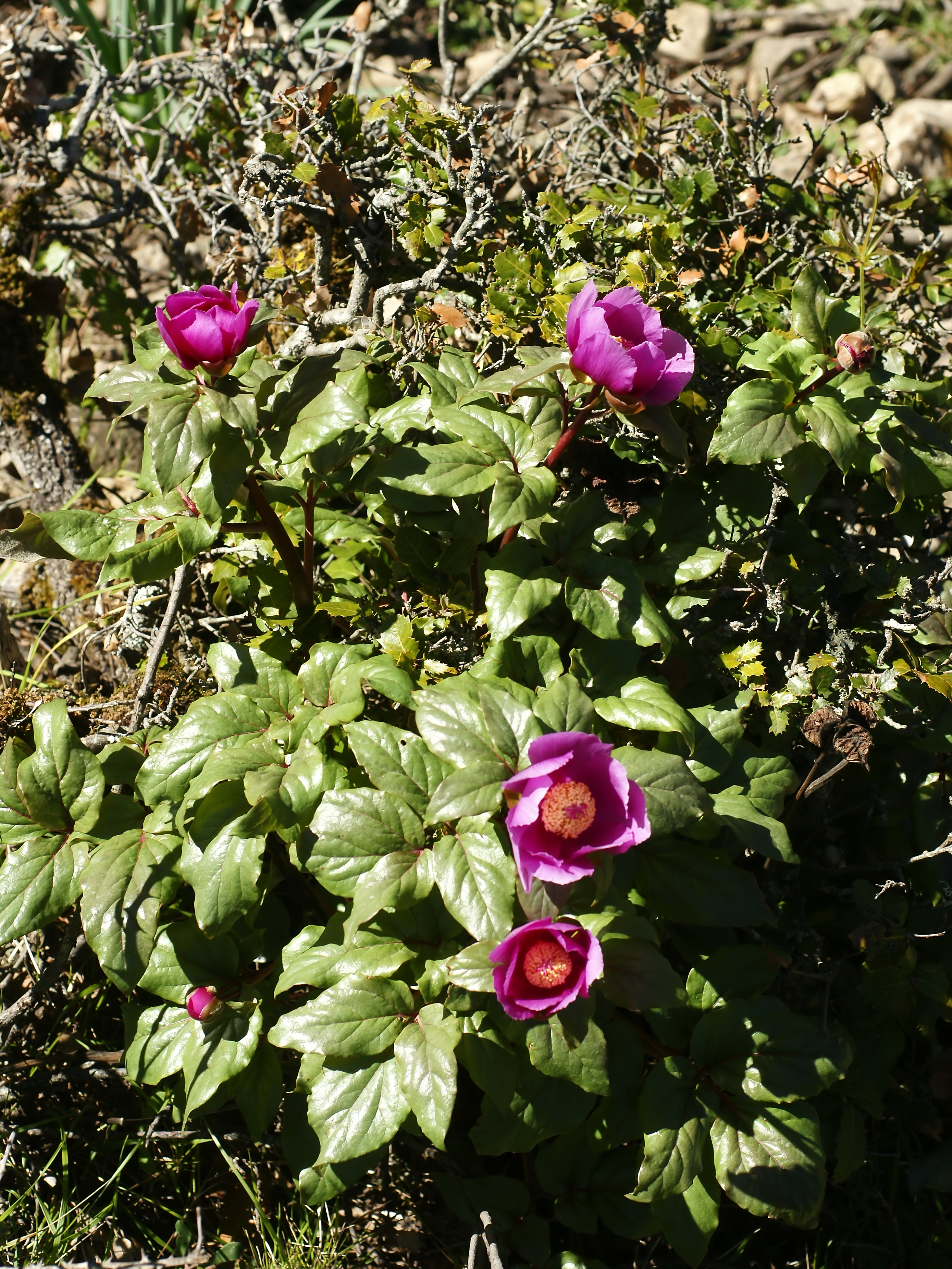
Paeonia mascula subsp. russoi
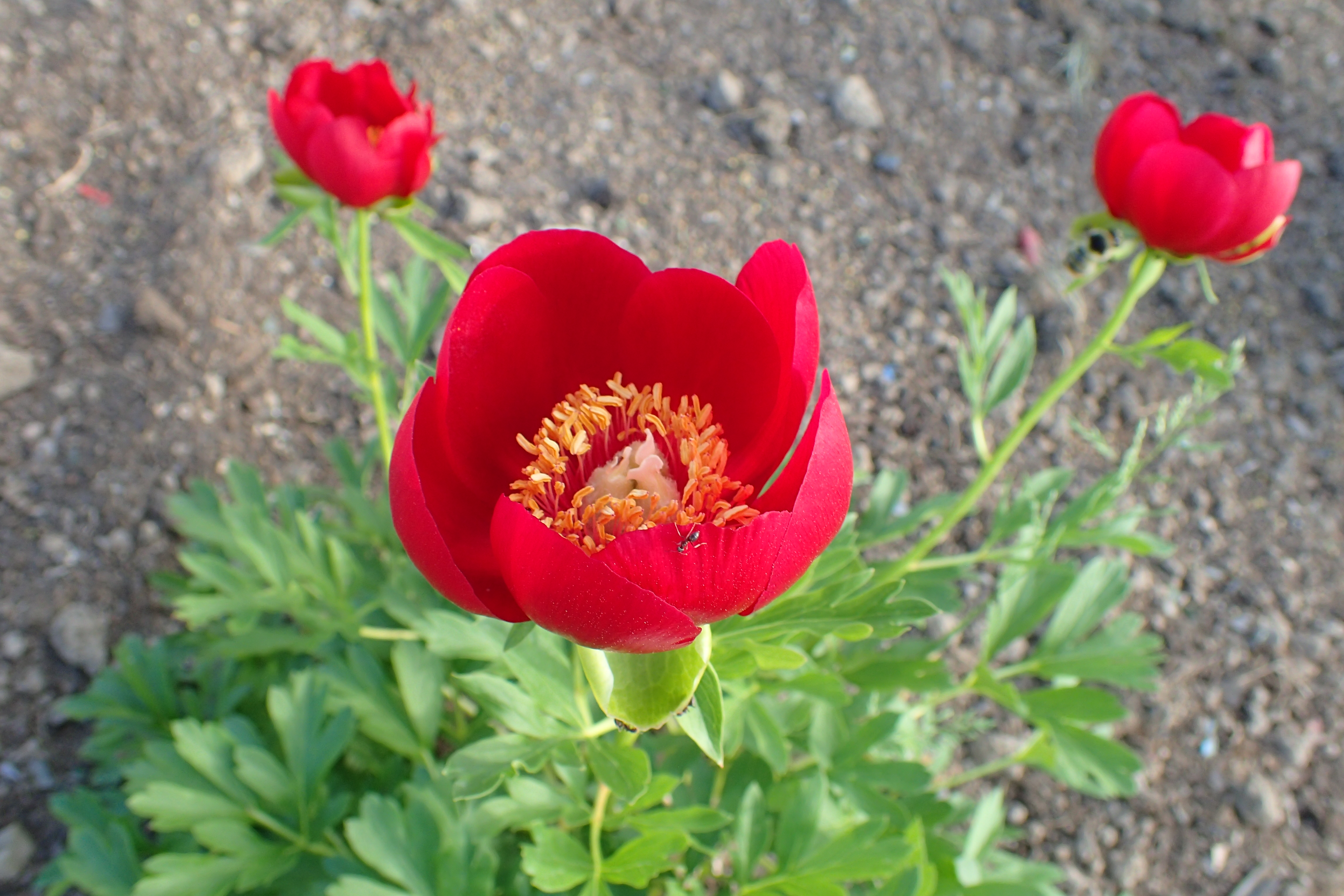
Paeonia peregrina
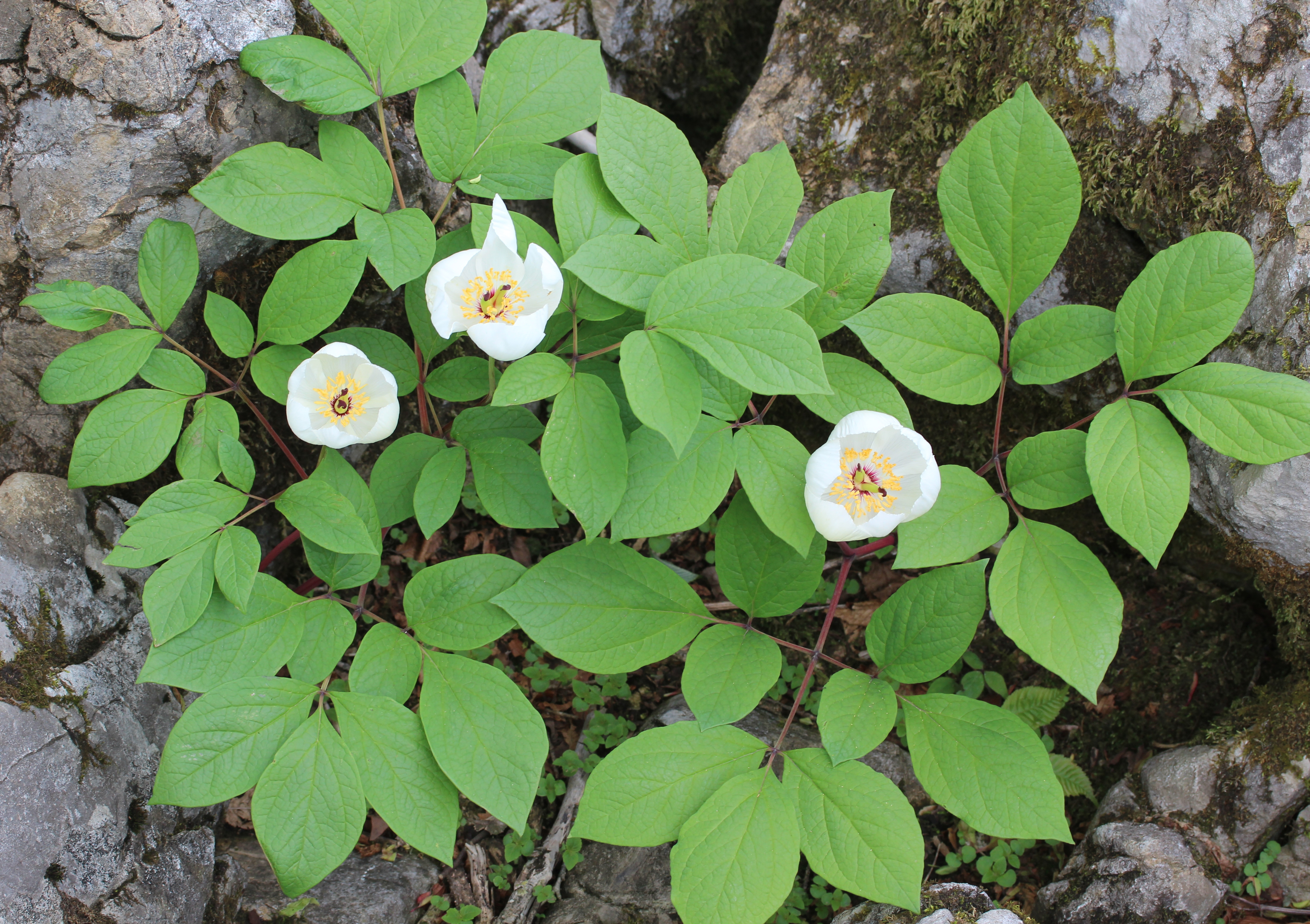
Paeonia obovata subsp. japonica
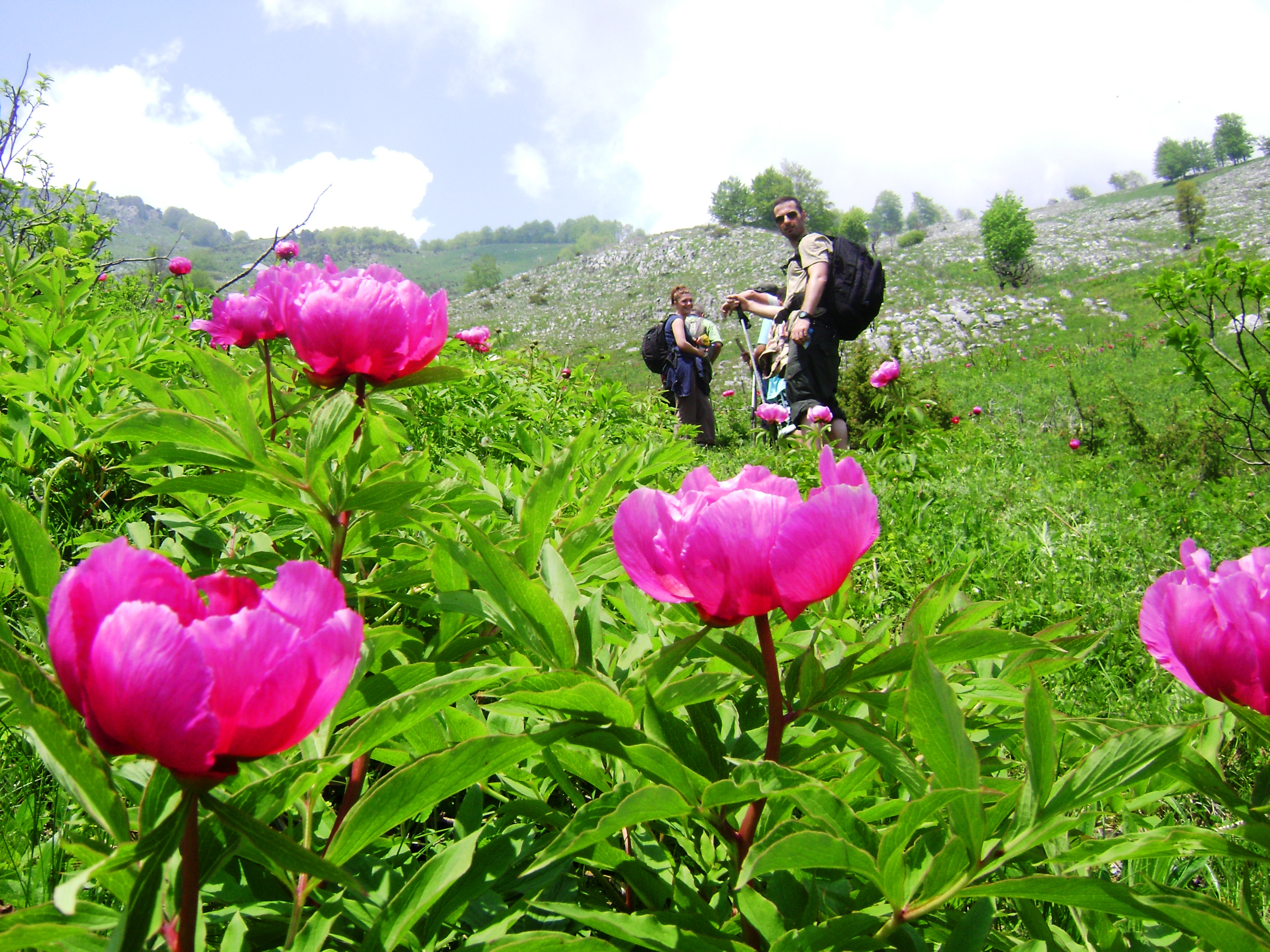
Paeonia officinalis
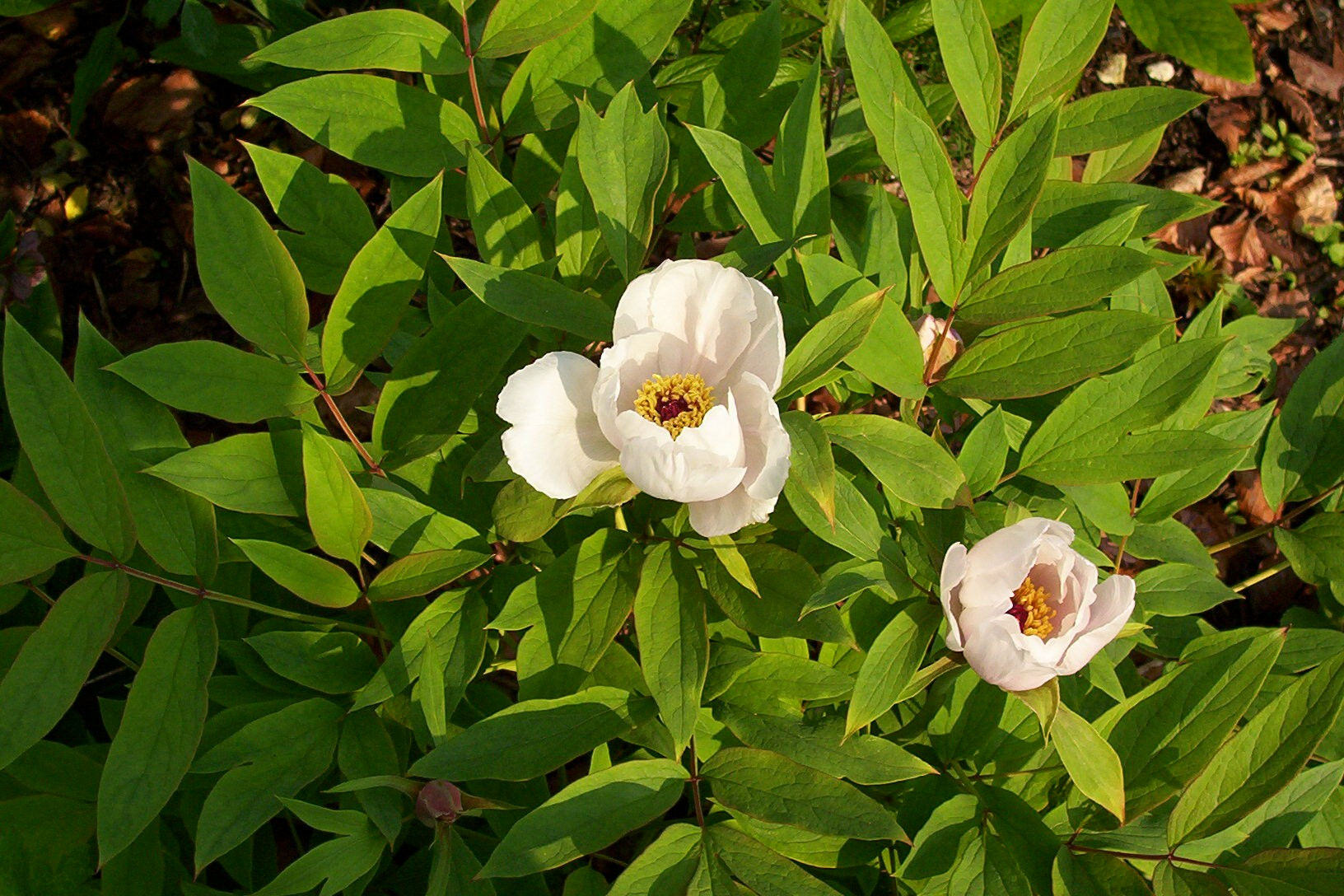
Paeonia ostii
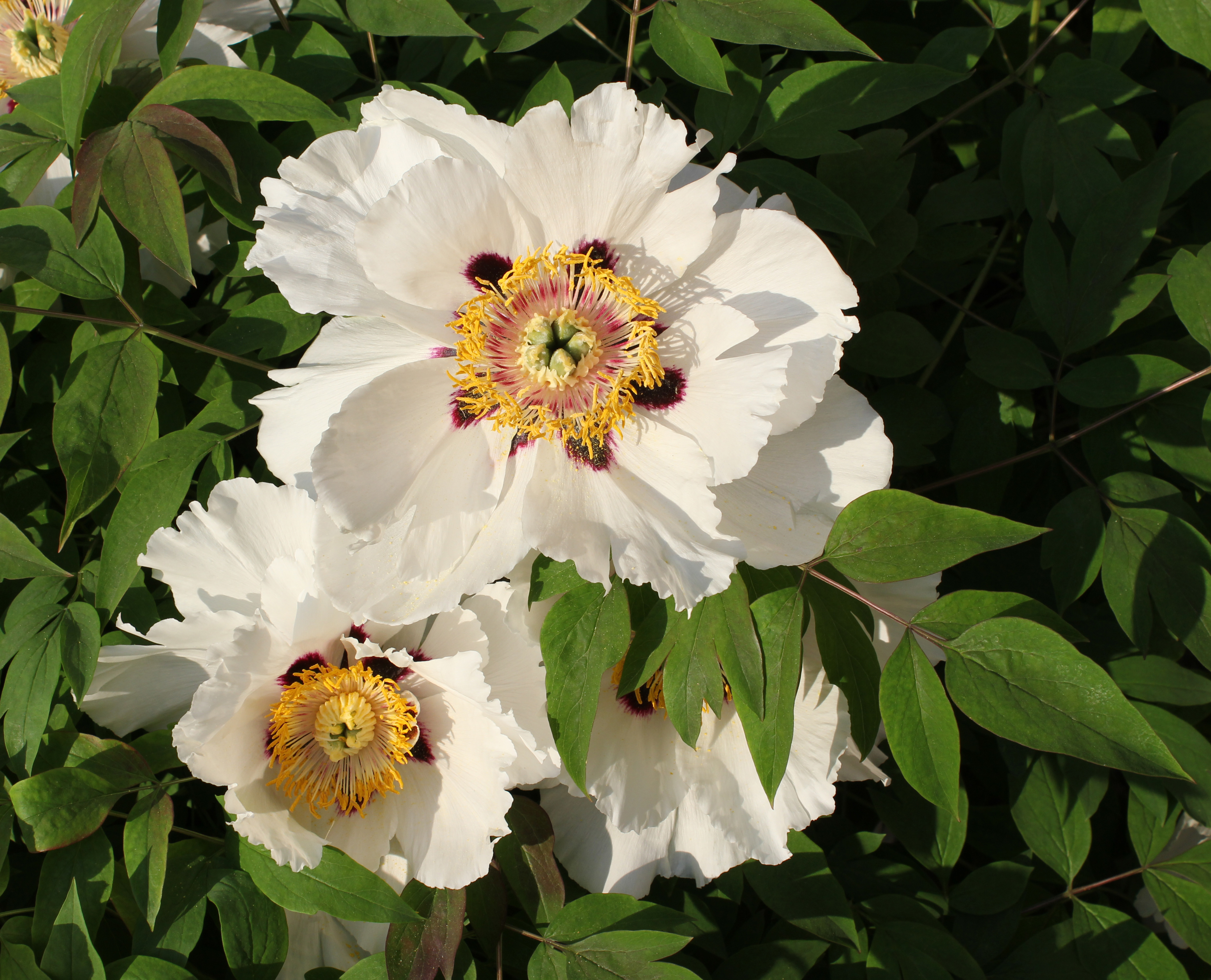
Paeonia rockii
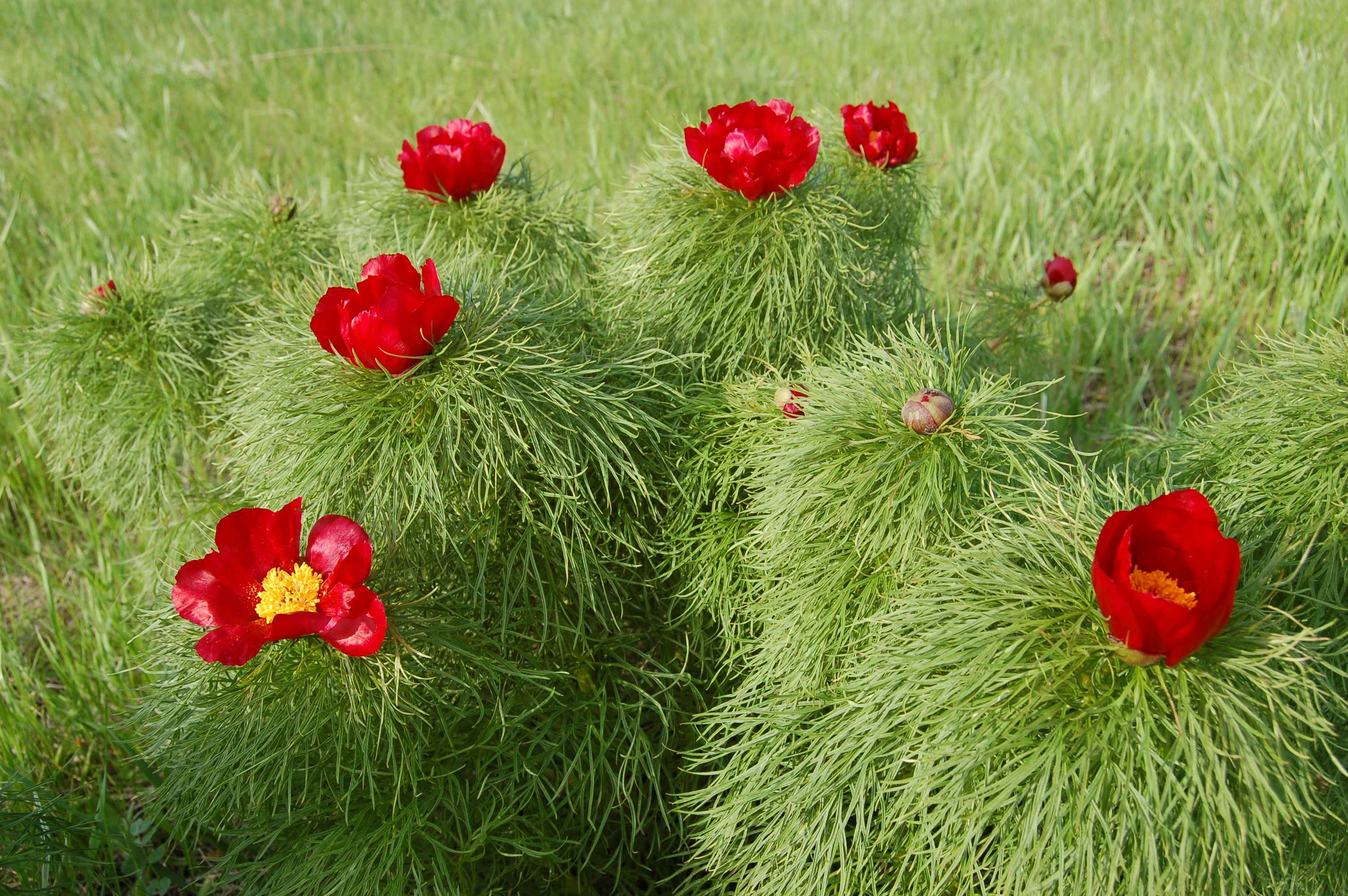
Paeonia tenuifolia

## Distribución
El género Paeonia se distribuye naturalmente en las zonas templadas y frías del hemisferio norte. La sección Moutan, que incluye todas las especies leñosas, está restringida al centro y sur de China y el Tíbet. La sección Onaepia consta de dos especies herbáceas y está presente en el oeste de América del Norte; P. brownii, entre el sur de la Columbia Británica y la Sierra Nevada en California y hacia el este hasta Wyoming y Utah; mientras que P. California se limita a las montañas costeras del sur y centro de California.
La sección Paeonia, que comprende todas las demás especies herbáceas, se encuentra en una franja que va desde Marruecos y España hasta Japón. La especie P. anomala es la que posee la distribución más amplia: desde la península de Kola en el noroeste de Rusia, hasta el lago Baikal en Siberia y al sur hasta las montañas de Tien Shan en Kazajistán. El resto de la sección se centra en el Mediterráneo y Asia.

### Historia de la distribución
Las especies de la sección Paeonia tienen una distribución disjunta: la mayoría de las especies se encuentran en el Mediterráneo, mientras que muchas otras se encuentran en el este de Asia. El análisis genético ha demostrado que todas las especies mediterráneas son híbridos diploides o tetraploides resultantes del cruce de especies que actualmente se distribuyen en el este de Asia. La gran distancia entre las áreas de distribución de las especies parentales y las no-especies sugiere que la hibridación ocurrió hace relativamente mucho tiempo. Es probable que las especies parentales estuvieran presentes en la misma región cuando surgieron los híbridos, y que se extinguieran durante las sucesivas glaciaciones del Pleistoceno, mientras que las notoespecies permanecieron en refugios al sur de Europa. Durante su retirada, P. lactiflora y P. mairei probablemente se volvieron simpátricas y así produjeron las notoespecies del Himalaya P. emodi y P. sterniana.

## Cultivo

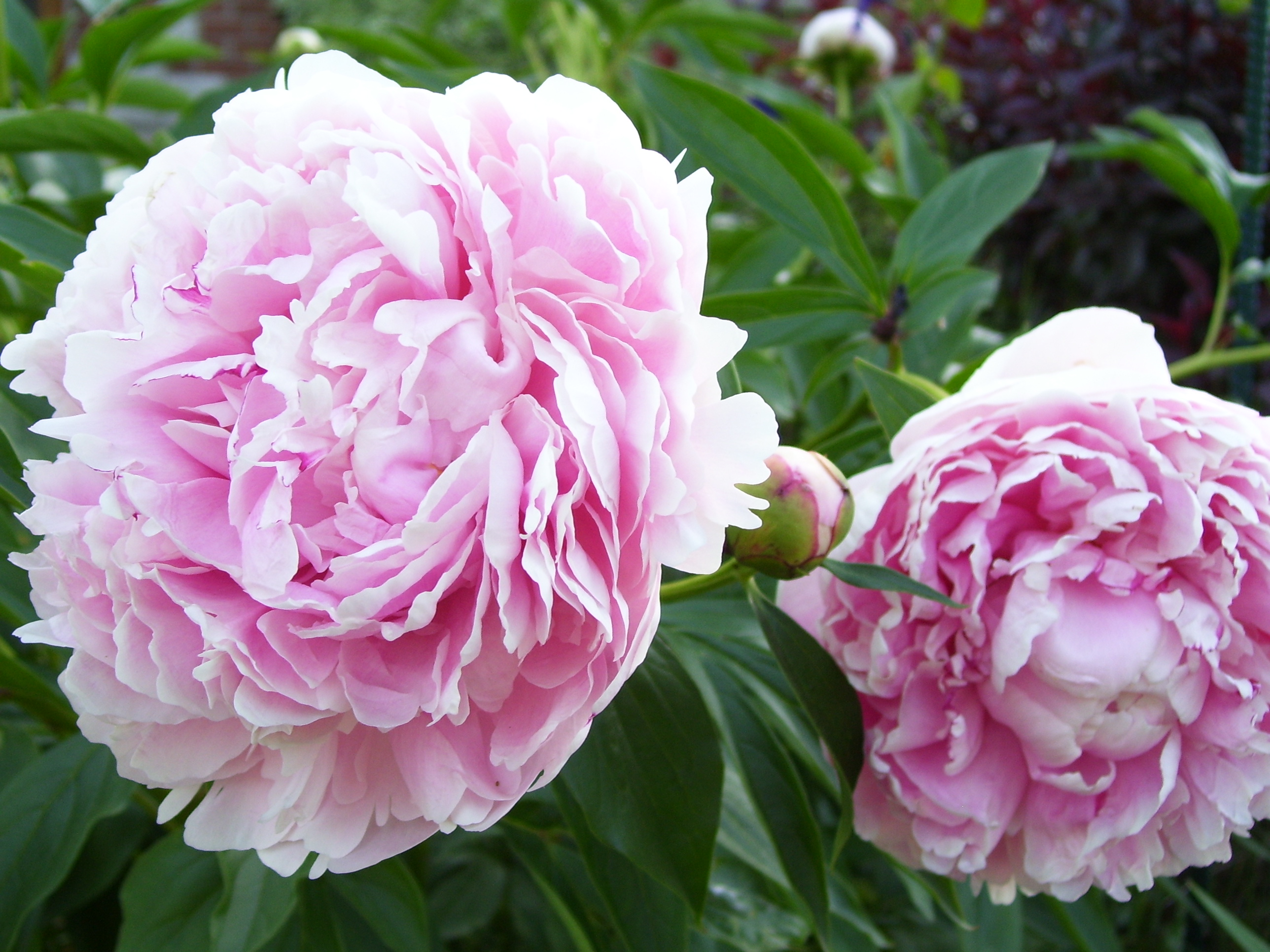
Peonia 'Sarah Bernhardt'

Las peonías se han utilizado y cultivado en China desde tiempos remotos, textos antiguos mencionan que se utilizaban para agregar sabor a las comidas. Se crearon cultivares ornamentales a partir de plantas cultivadas con fines medicinales a partir de los siglos VI y VII. Y se hicieron particularmente populares durante la dinastía Tang, cuando se cultivaban en los jardines imperiales. En el siglo X el cultivo de peonías se extendió por toda China, y la sede de la dinastía Song, Luoyang, fue el centro de su cultivo.

### Hábitos de crecimiento de las plantas
Si bien la peonía tarda varios años en restablecerse una vez que se la traslada, florece anualmente durante décadas una vez que lo ha hecho.

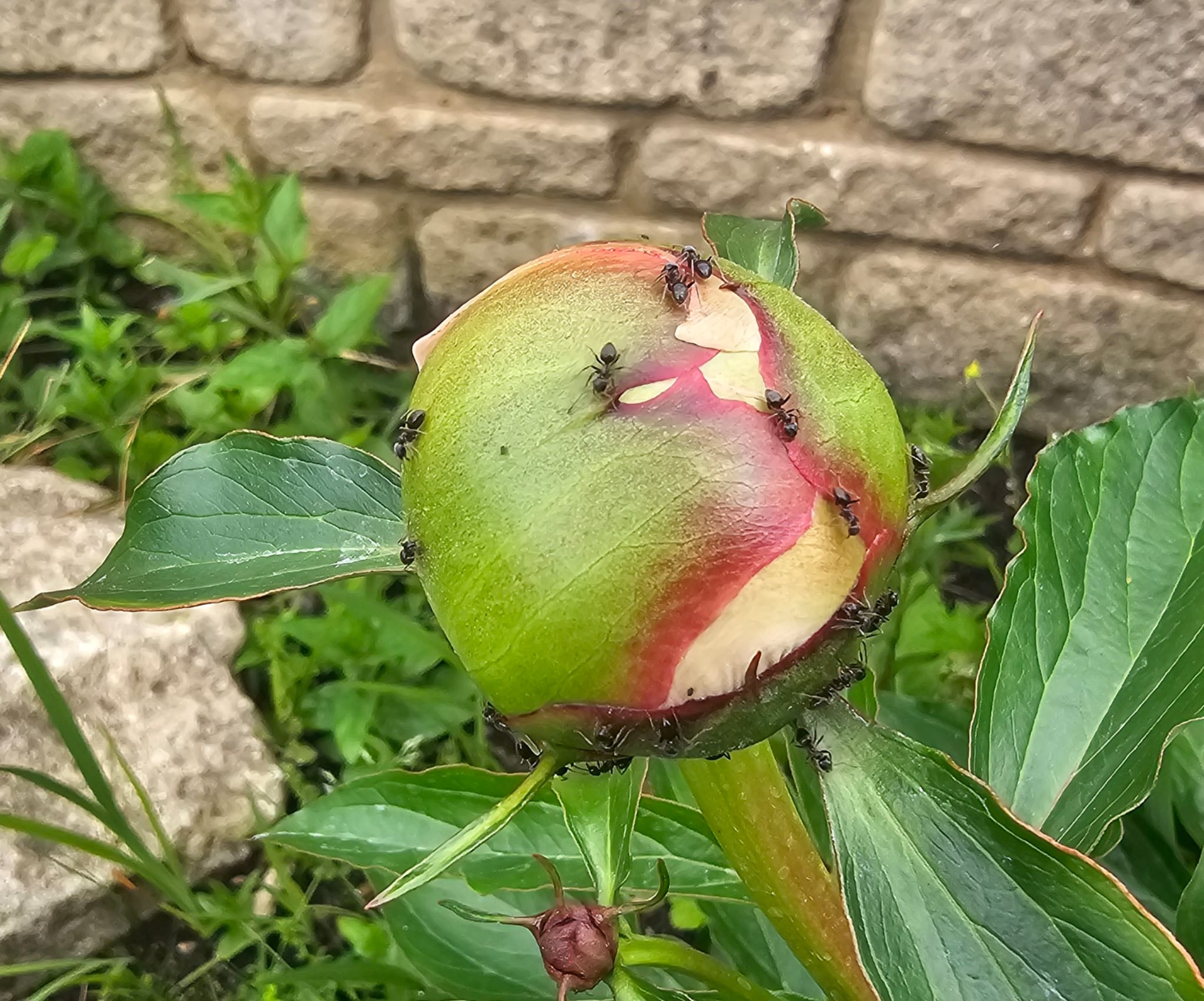
Hormigas en un capullo.

Los capullos de las flores tienden a atraer hormigas que buscan el néctar que se forma en el exterior de los botones florales. Se piensa que la presencia de hormigas proporciona cierta disuasión a otros insectos dañinos, por lo que la producción de néctar es plausiblemente una adaptación funcional. Las hormigas no dañan las plantas.
Las especies de peonía tienen dos hábitos de crecimiento distintos, mientras que los cultivares híbridos pueden ocupar un hábito intermedio.
- Herbácea: Durante el verano los brotes de renovación se desarrollan en el tallo subterráneo. Estos brotes de renovación tienen varios tamaños, los grandes se convertirán en tallos en la siguiente temporada de crecimiento, y los más pequeños permanecerán inactivos. Los primordios de las hojas ya se pueden encontrar en junio, pero la flor solo comienza a diferenciarse en octubre, cuando los brotes anuales mueren, completando su desarrollo en diciembre, cuando ya son reconocibles los sépalos, pétalos, estambres y pistilos.[6]
- Arbórea: Durante el verano se desarrollan brotes en la punta del crecimiento anual y cerca de su pie. En otoño, las hojas se caen y los nuevos tallos se vuelven leñosos y son perennes.
- Itoh (o "interseccional"): En 1948, el horticultor Toichi Itoh, de Tokio, utilizó polen de la peonía amarilla "Alice Harding" para fertilizar a P. lactiflora "Katoden", lo que dio lugar a una nueva categoría de peonías, las cultivares Itoh o interseccionales. Son herbáceas con hojas como las peonías arbóreas, con muchas flores grandes desde finales de la primavera hasta principios del otoño y buena resistencia al marchitamiento de las peonías. Algunas de las primeras variedades de Itoh son "Yellow Crown", "Yellow Dream", "Yellow Emperor" y "Yellow Heaven".[20][21]

### Tipos de flores
En los cultivares de peonías herbáceas se distinguen generalmente siete tipos de flores.
- Simple: una hilera simple o doble de pétalos anchos rodean estambres fértiles, carpelos visibles.
- Japonés: una hilera simple o doble de pétalos anchos rodean estaminodios algo ensanchados, pueden llevar polen a lo largo de los bordes, carpelos visibles.
- Anémona: una hilera simple o doble de pétalos anchos rodean estaminodios angostos y curvados hacia adentro; los estambres fértiles están ausentes, los carpelos son visibles.
- Triple: la flor consta de una triple hilera de pétalos que se ensanchan y se superponen entre sí.
- Semidoble: una hilera simple o doble de pétalos anchos rodea otros pétalos anchos entremezclados con estambres.
- Bomba: una sola hilera de pétalos anchos rodea un pompón más corto y denso de pétalos más estrechos.
- Doble: la flor consta solamente de muchos pétalos anchos, incluidos aquellos que probablemente son estambres y carpelos modificados.[6]

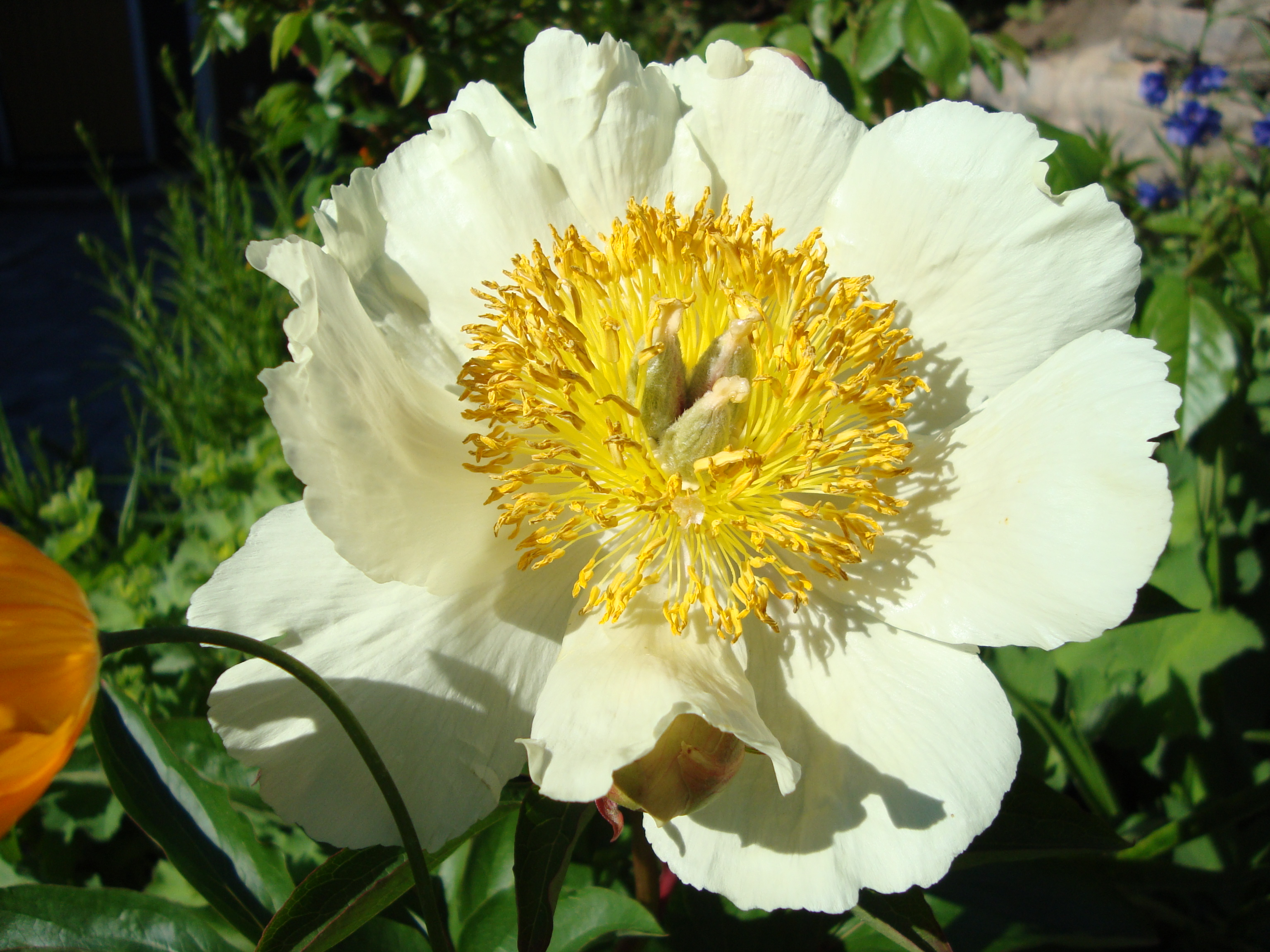
Paeonia ×arendsii 'Claire de Lune', de una sola flor.
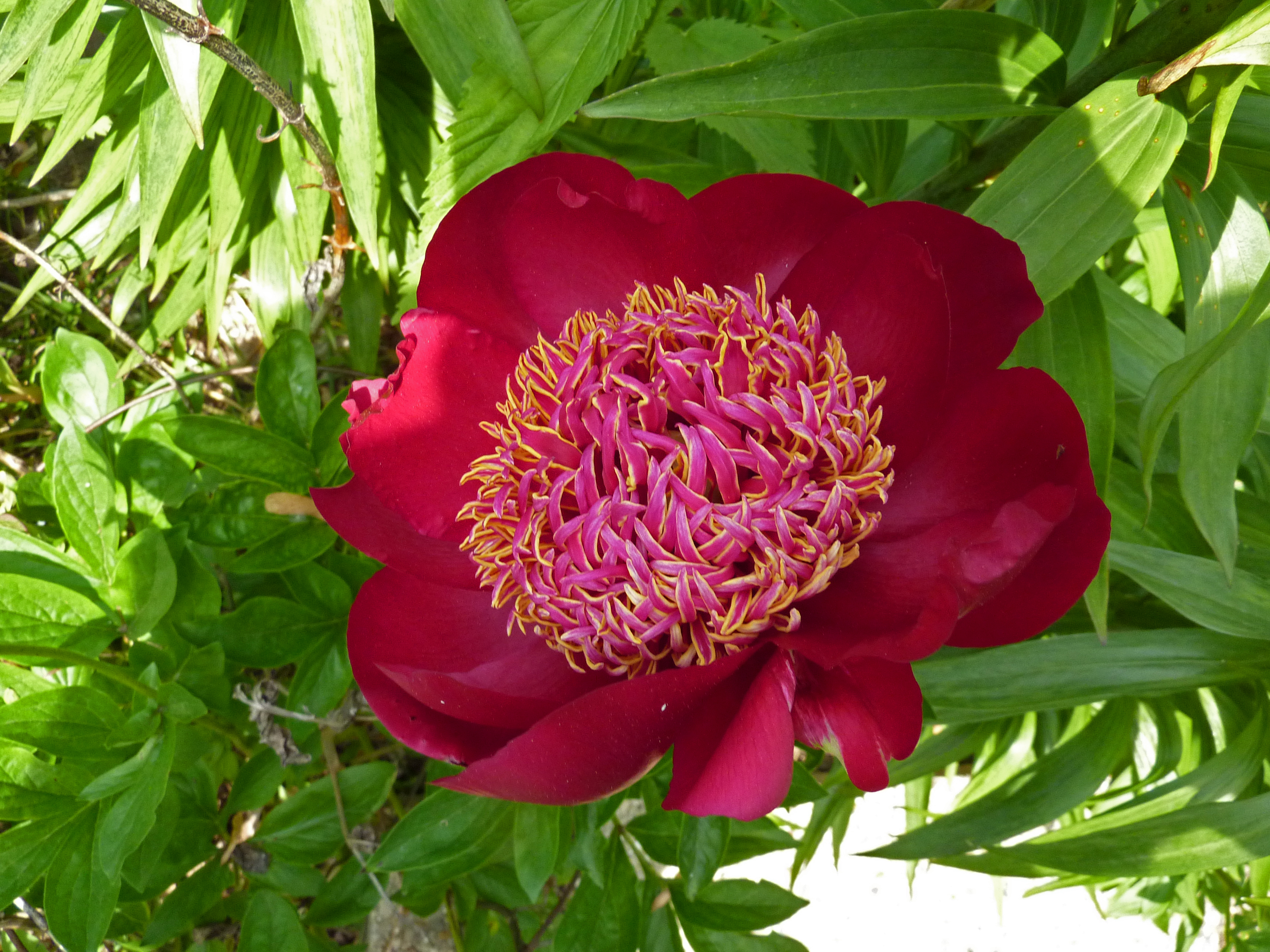
Peonia 'Walter Mains', japonesa.
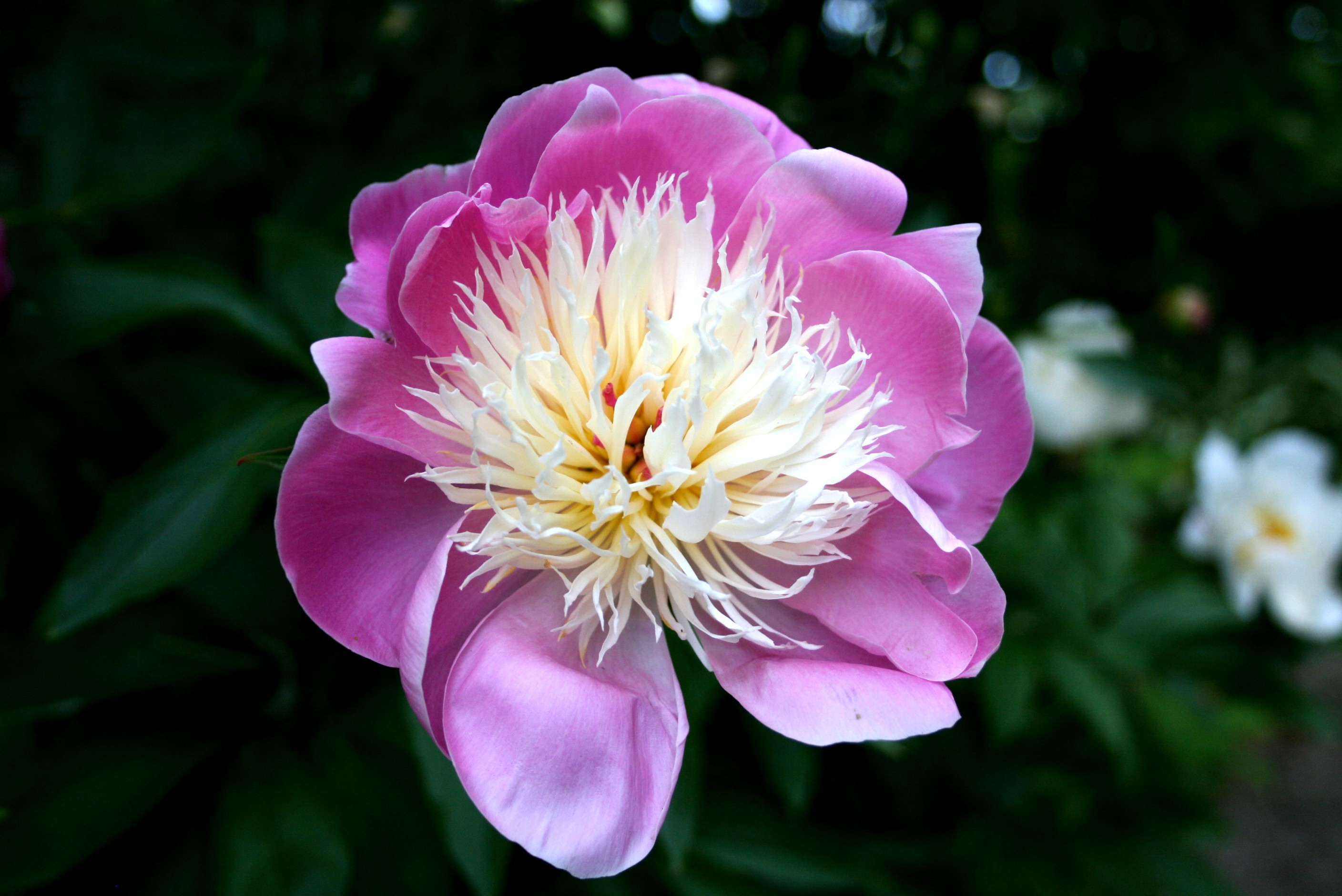
Paeonia lactiflora 'Cuenco de belleza', anémona.
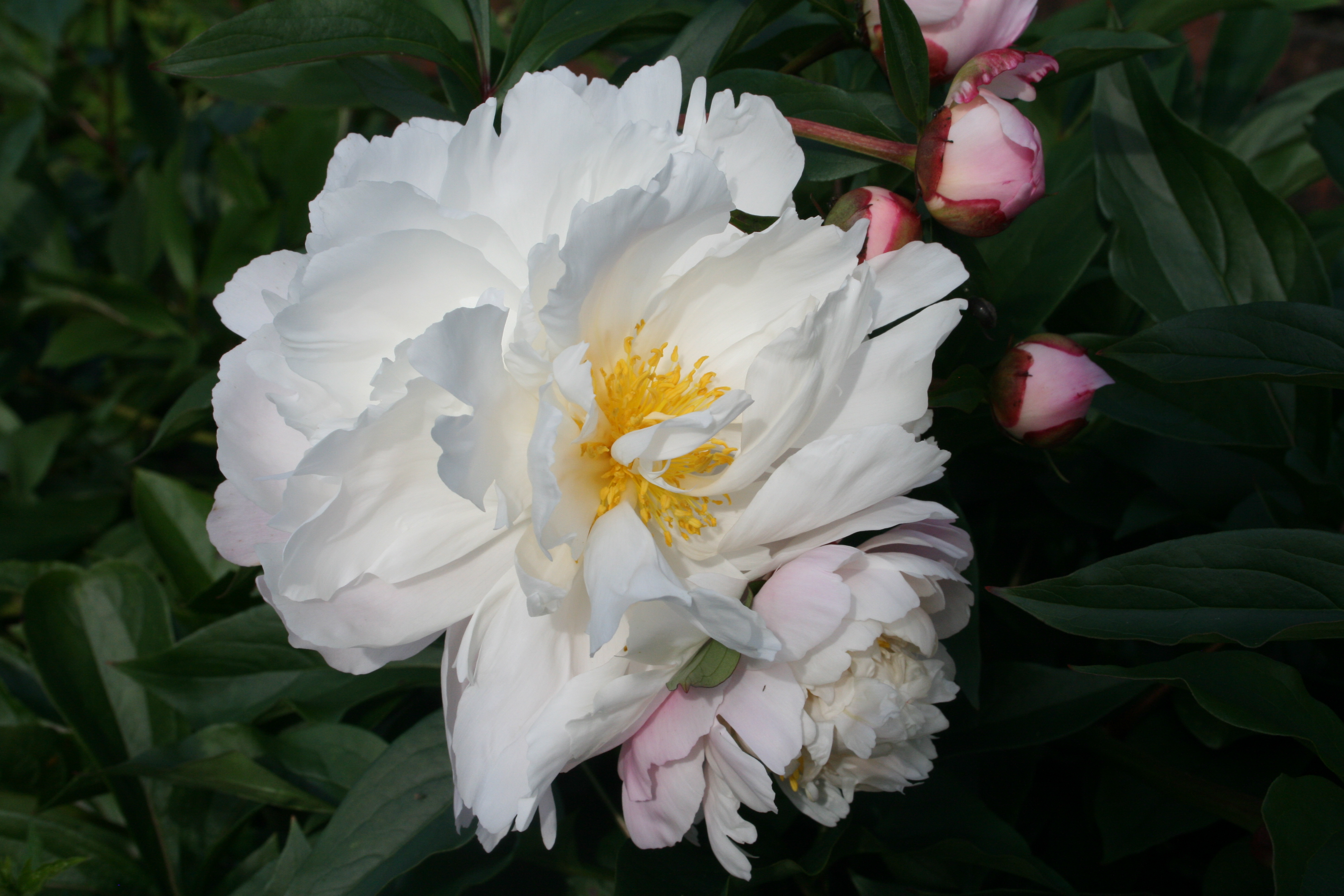
Paeonia lactiflora 'James Kelway', de flores semidobles.
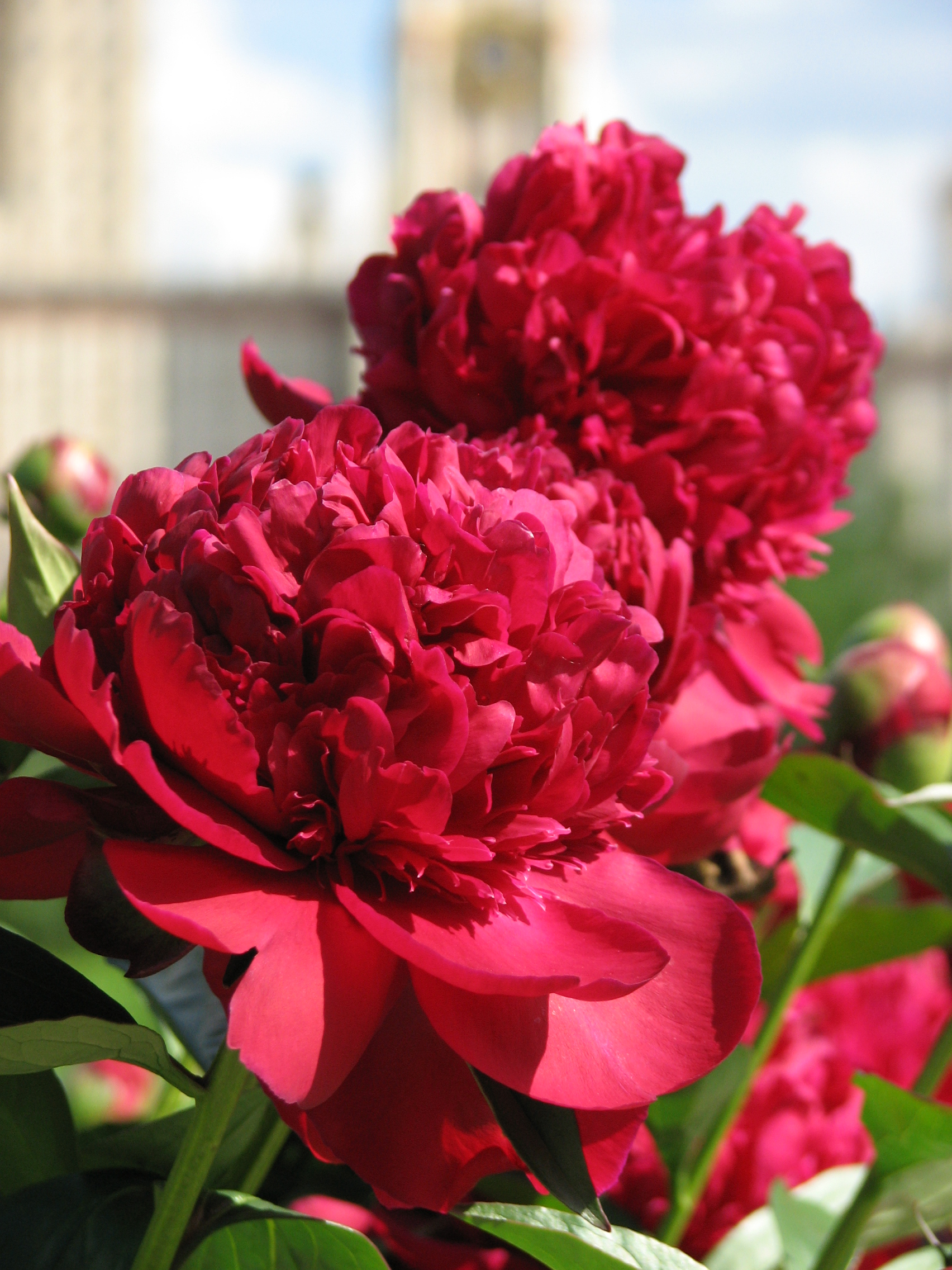
Peonia 'Ruth Clay' bomba.
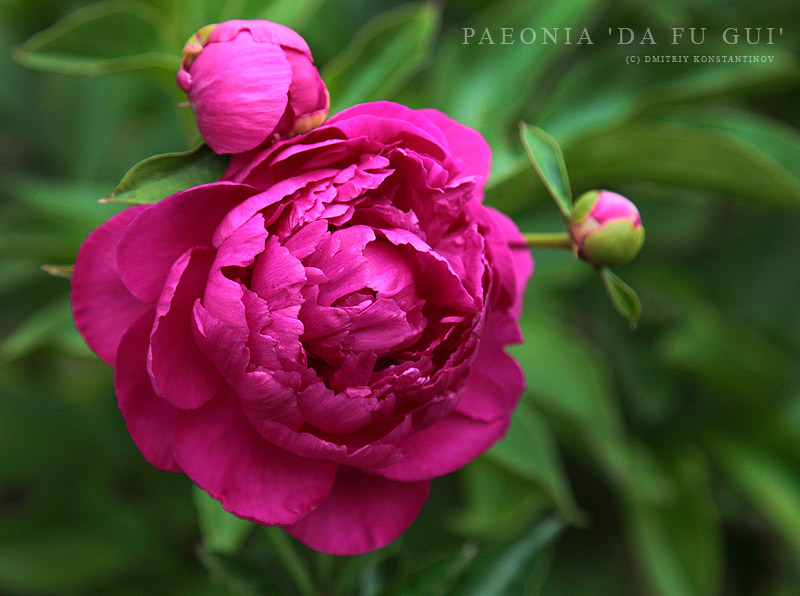
Paeonia lactiflora 'Da Fu Gui', de flores dobles.

### Propagación
Las peonías herbáceas y las Itoh se propagan por el injerto de raíces y, a veces, por semillas. Las peonías arbóreas se pueden propagar mediante injerto, división, semillas y esquejes, aunque el injerto de raíz es el más común comercialmente.
Las hojas y tallos de las peonías herbáceas, como Paeonia lactiflora, morirán hasta el nivel del suelo cada otoño, rebrotando la primavera siguiente. Sin embargo, las peonías arbóreas, como la Paeonia suffruticosa, producen tallos leñosos permanentes que perderán sus hojas en invierno.

### Cultivares
Los numerosos híbridos y cultivares de peonía han ganado el Premio al Mérito de Jardinería de la Royal Horticultural Society, incluidos:
- 'Bartzella', una peonía Itoh (interseccional) de flores amarillas dobles.[25]
- 'Coral Charm', una peonía herbácea de flores semidobles de color rosa salmón.[26]
- Paeonia × festiva 'Rubra Plena', una peonía herbácea de flores rojas.[27]
- Paeonia × lemoinei 'High Noon', una peonía arbórea de flores amarillas semidobles.[28]

La American Peony Society es la autoridad internacional de registro de cultivares para el género y acepta como válidos más de 7 000 cultivares registrados.

## Usos
La raíz de P. lactiflora (Bai Shao, Radix Paeoniae lactiflorae), se ha utilizado con frecuencia en las medicinas tradicionales de Corea, China y Japón. En este último, a Paeonia lactiflora antiguamente se le llamaba ebisugusuri ("medicina extranjera"). La pronunciación de 牡丹 (peonía) en Japón es "botan". En el kampo, la adaptación japonesa de la medicina china, su raíz se utilizaba para tratar las convulsiones. También se cultiva como planta de jardín. También en Japón, a la Paeonia suffruticosa se le llama el rey de las flores», y a la Paeonia lactiflora se la llama el «primer ministro de las flores».
En China, los pétalos de Paeonia lactiflora se hierven y se endulzan como un manjar para la hora del té. Una infusión de pétalos de peonía se bebía en la Edad Media. Los pétalos se pueden añadir a ensaladas o a ponches y limonadas.

## Cultura

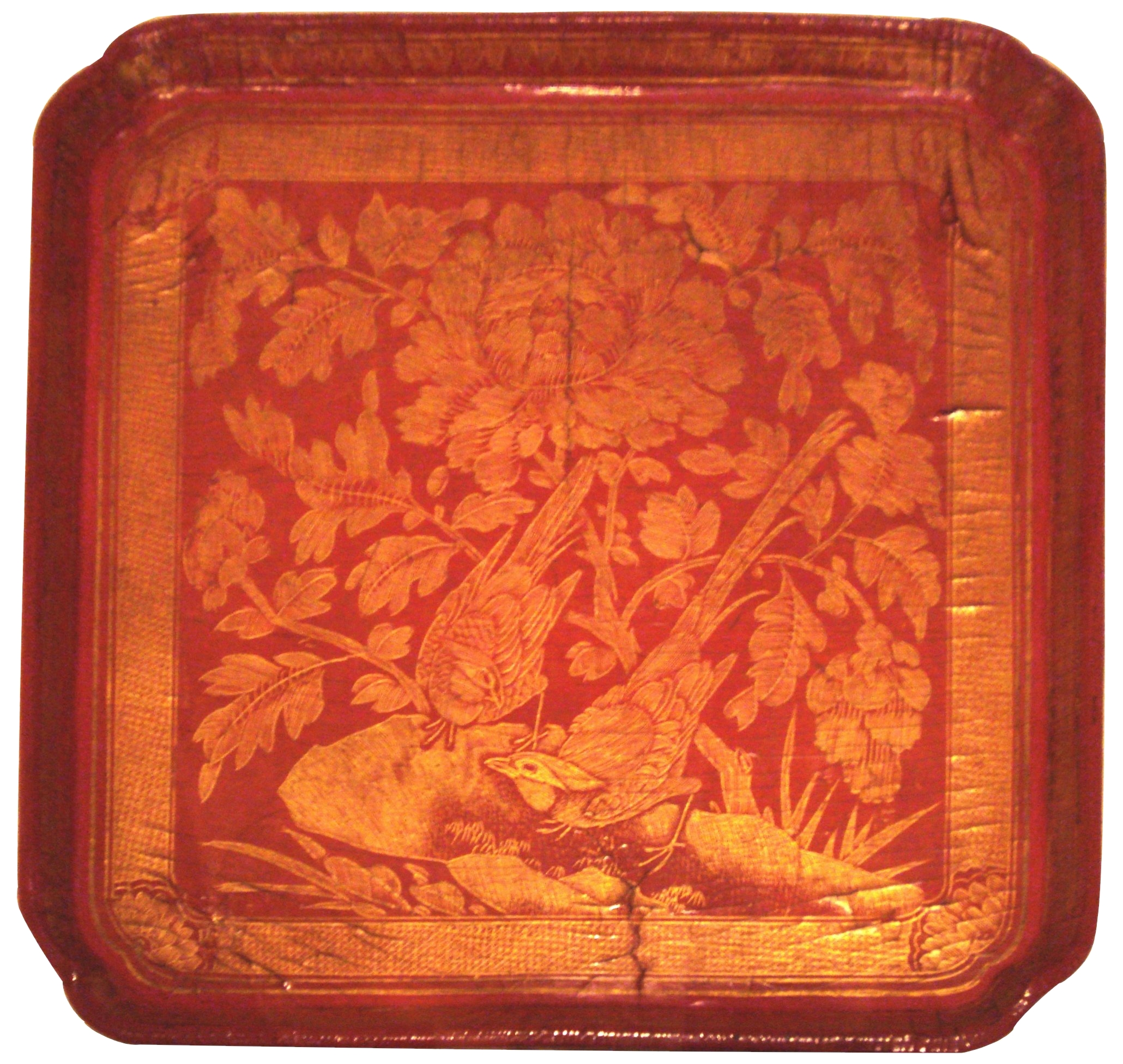
En esta bandeja de comida lacada grabada en oro de la dinastía Song (–), los dos pájaros de cola larga representan la longevidad y la peonía que se ve en el centro superior representa la prosperidad.

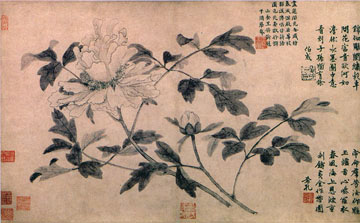
Peonía, del artista chino Wang Qian, dinastía Yuan (–)

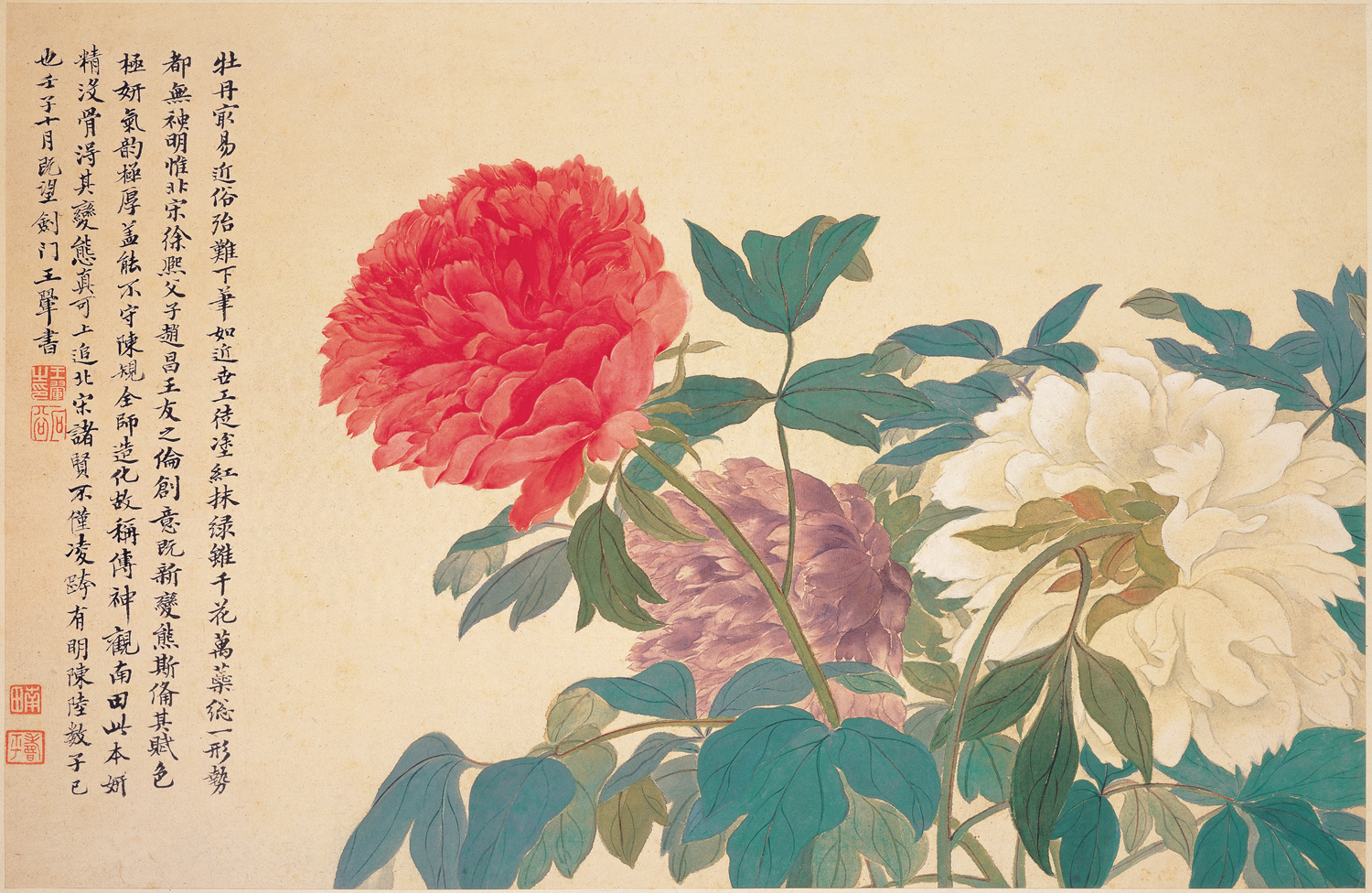
Retrato de una peonía del artista chino Yun Shouping, siglo XVII

La peonía es una de las flores más utilizadas en la cultura oriental. Junto con la flor del ciruelo, es un símbolo floral tradicional de China, donde la Paeonia suffruticosa se llama 牡丹 (mǔdān). También se la conoce como 富貴花 (fùguìhuā) "flor de la riqueza y el honor" o 花王 (huawang) "rey de las flores", y se utiliza simbólicamente en el arte chino.